# BYD Auto
BYD Auto (chiń. upr.: 比亚迪汽车) – chiński koncern motoryzacyjny zajmujący się produkcją samochodów osobowych, ciężarowych i użytkowych oraz autobusów, z siedzibą w Shenzhen, działający od 2003 roku. Należy do chińskiego holdingu BYD.

## Struktura koncernu

### Marki
- BYD Auto – chiński producent samochodów działający od 2003 roku,
  - Denza – chiński producent samochodów działający od 2010 roku,
  - Fangchengbao – chiński producent samochodów działający od 2023 roku,
  - Yangwang – chiński producent samochodów działający od 2023 roku.

### Spółki joint-venture
- BYD Daimler New Technology – chińsko-niemieckie joint-venture produkujące samochody Denza, działające w latach 2010–2021,
- GAC BYD – chińskie joint-venture produkujące autobusy GAC, działające od 2014 roku,
- BYD Hino – chińsko-japońskie joint-venture produkujące samochody ciężarowe Hino, działające od 2020 roku,
- BYD Toyota – chińsko-japońskie joint-venture produkujące samochody elektryczne Toyota, działające od 2020 roku.

## Historia

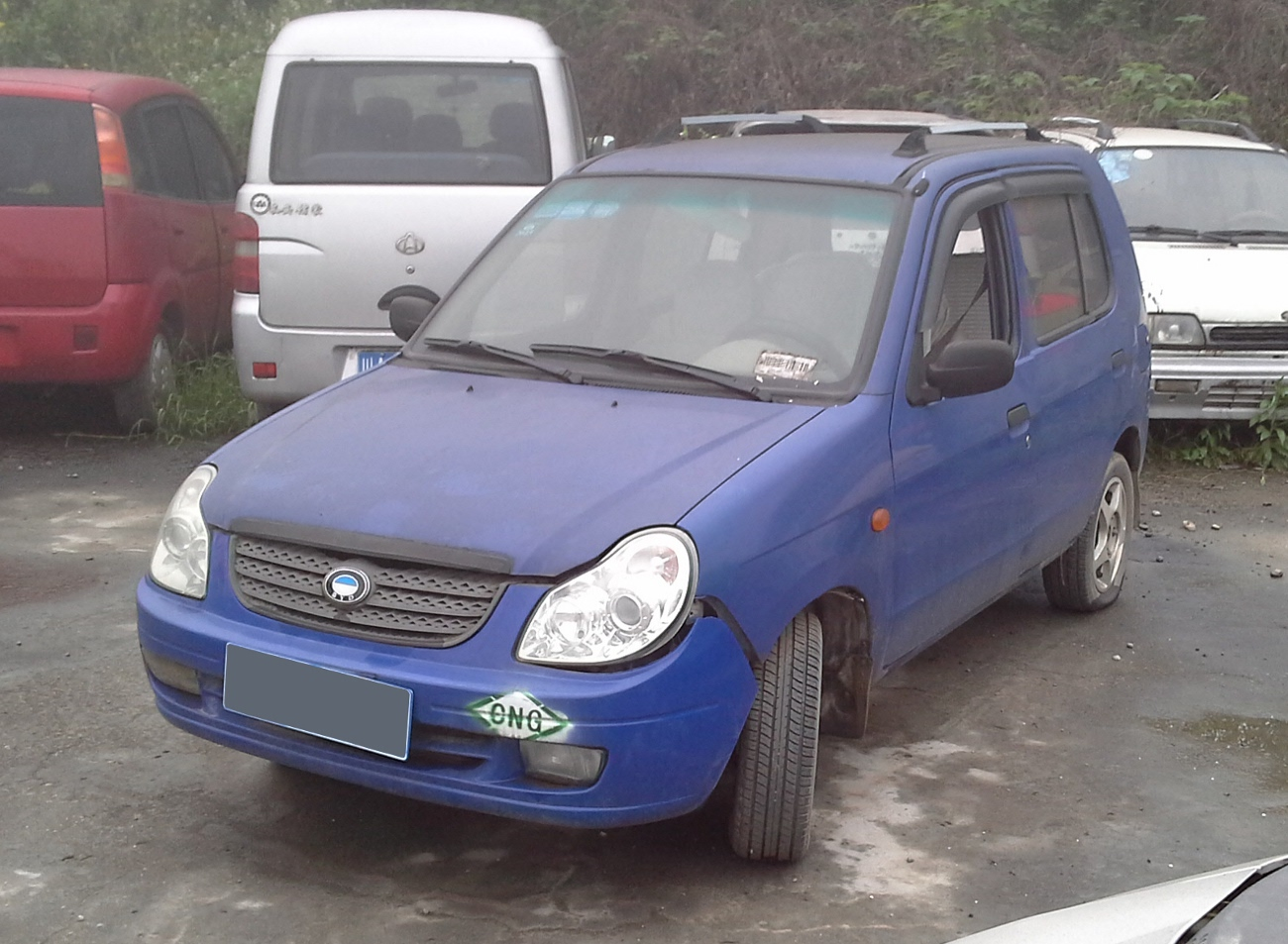
BYD Flyer (2004)

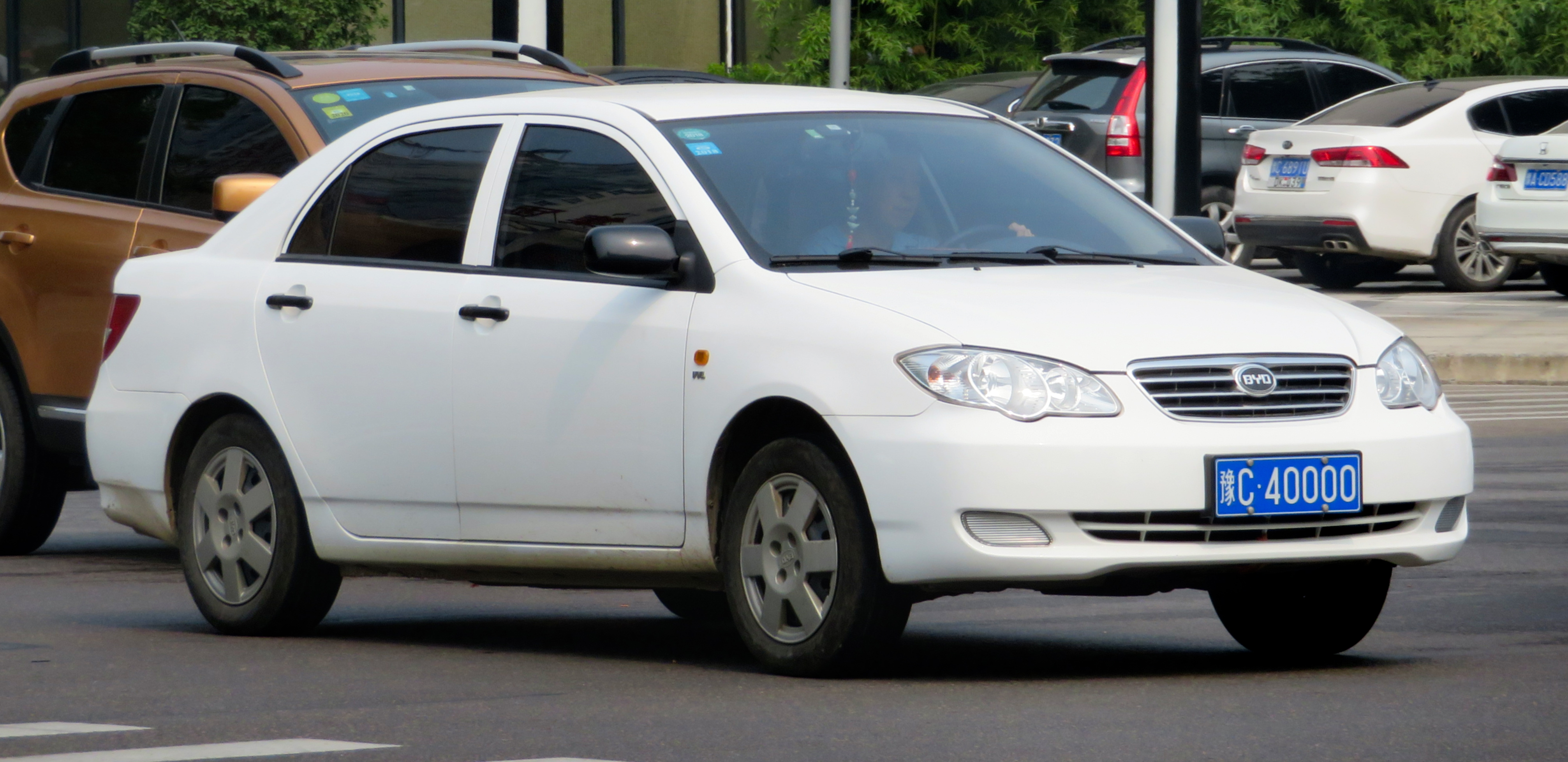
BYD F3 (2006)

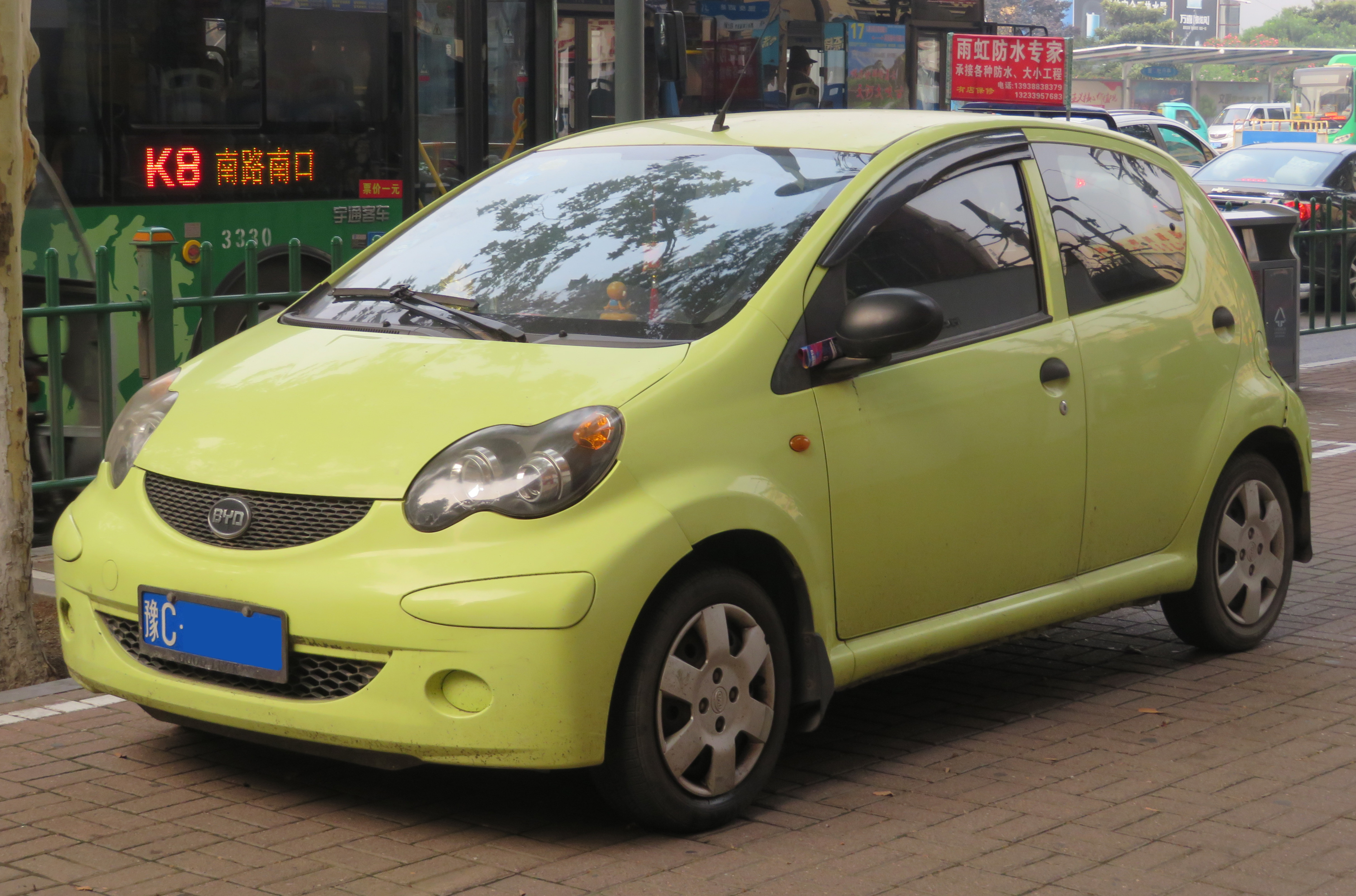
BYD F0 (2008)

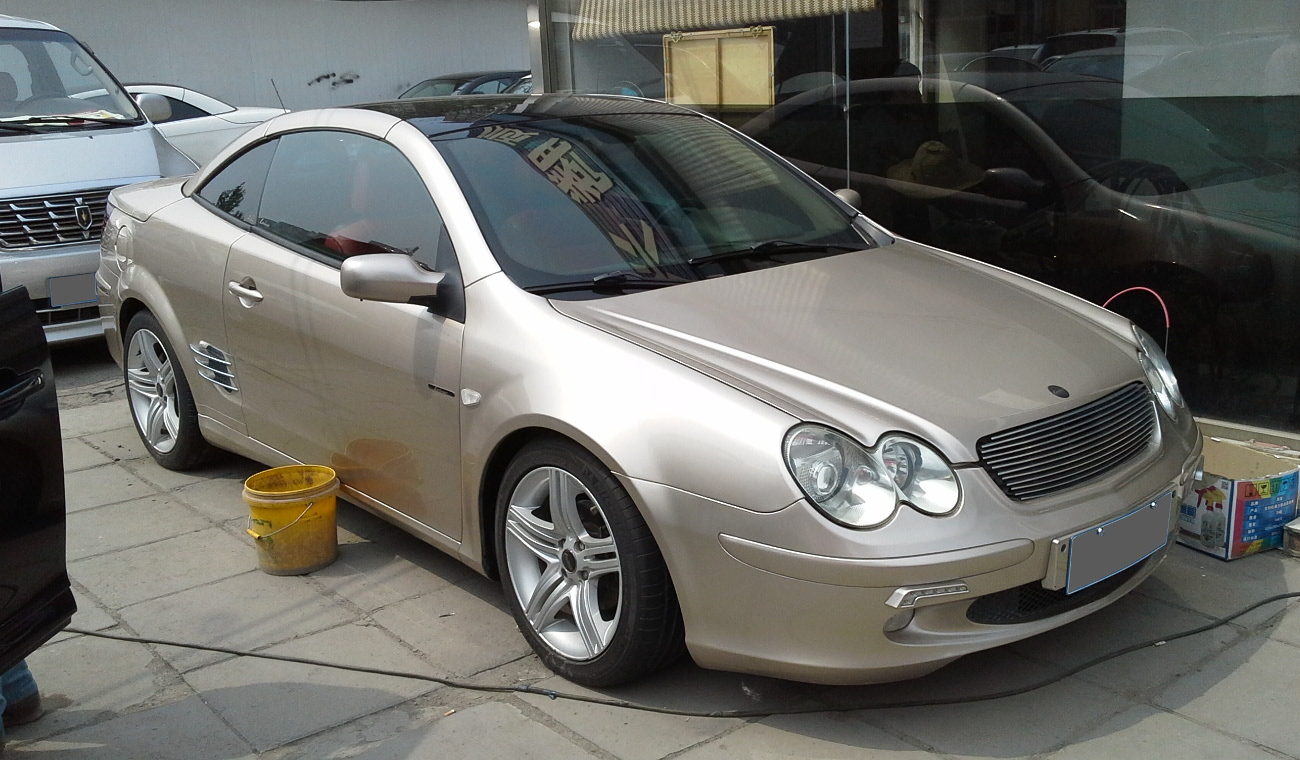
BYD S8 (2008)

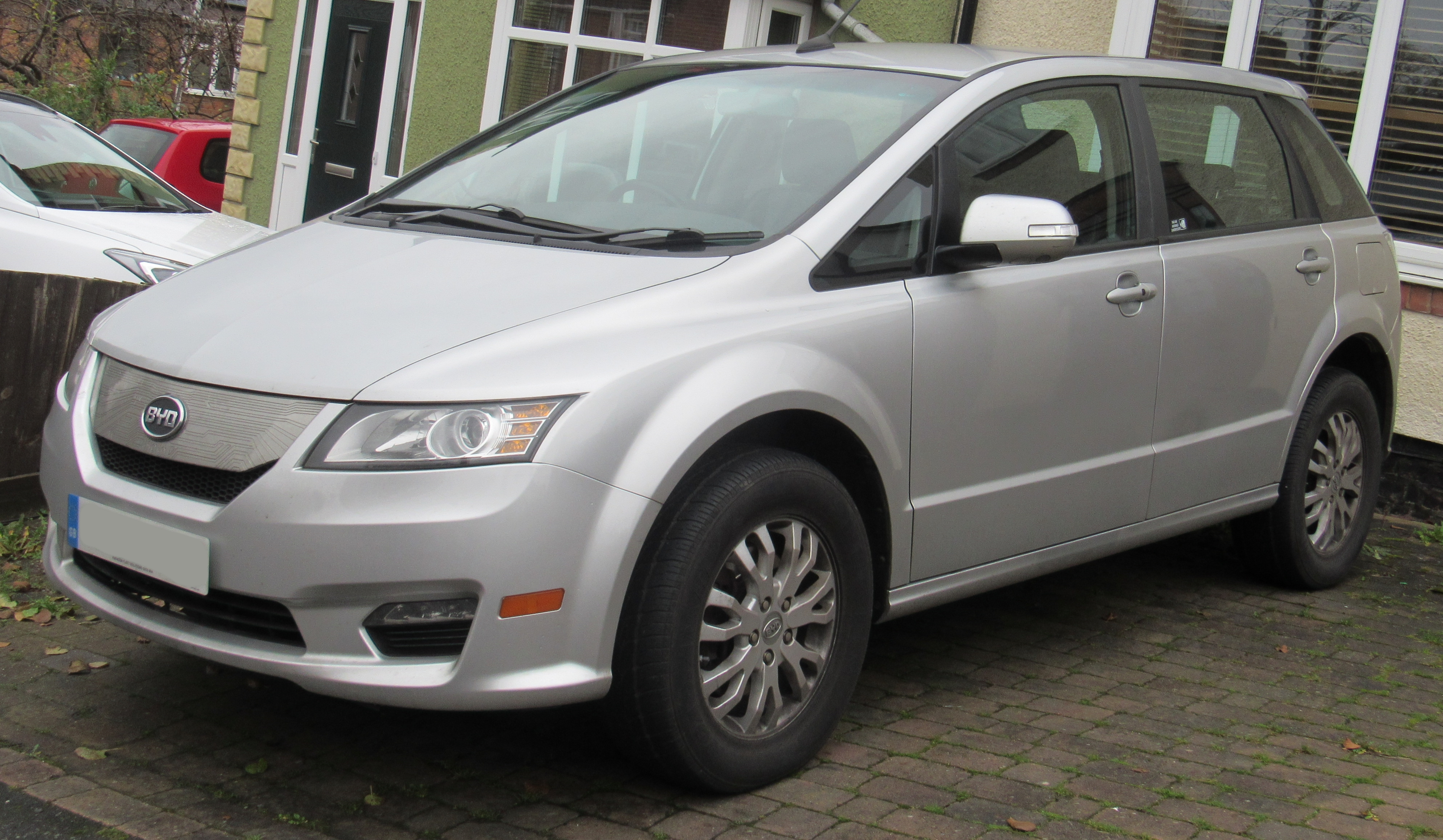
BYD e6 (2010)

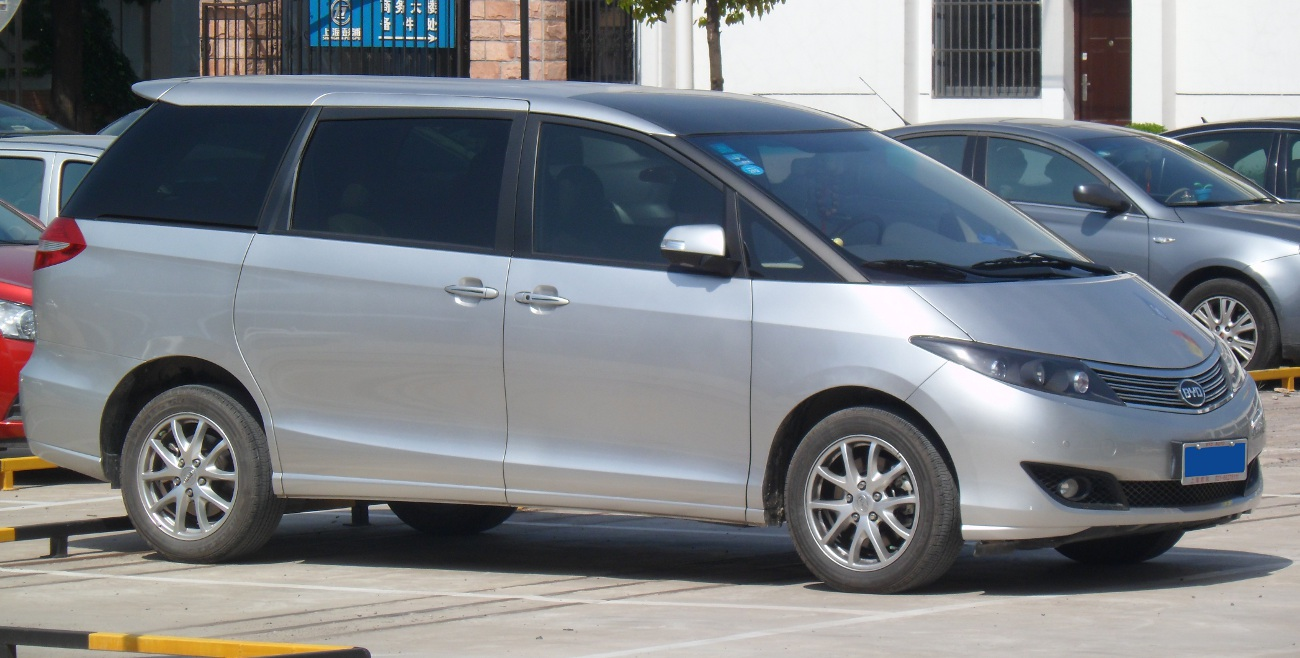
BYD M6 (2010)

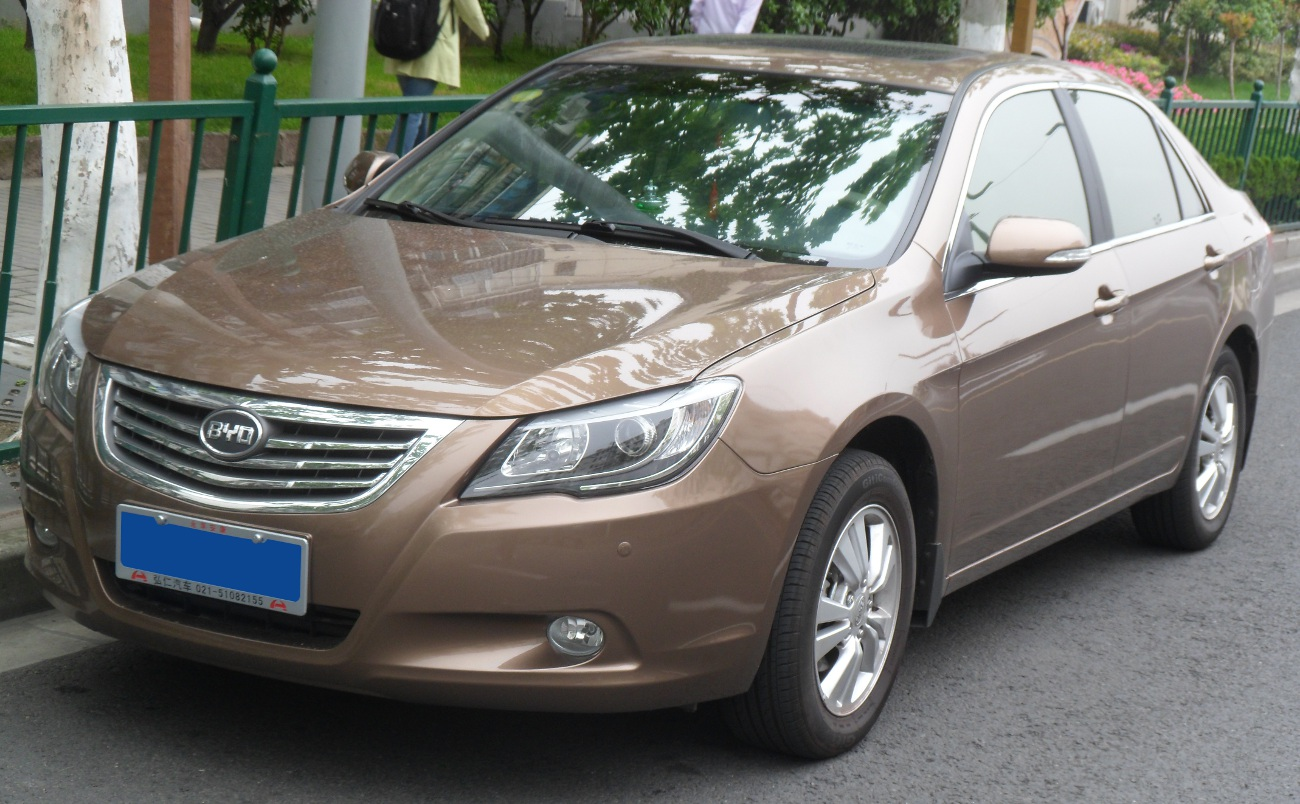
BYD G6 (2011)

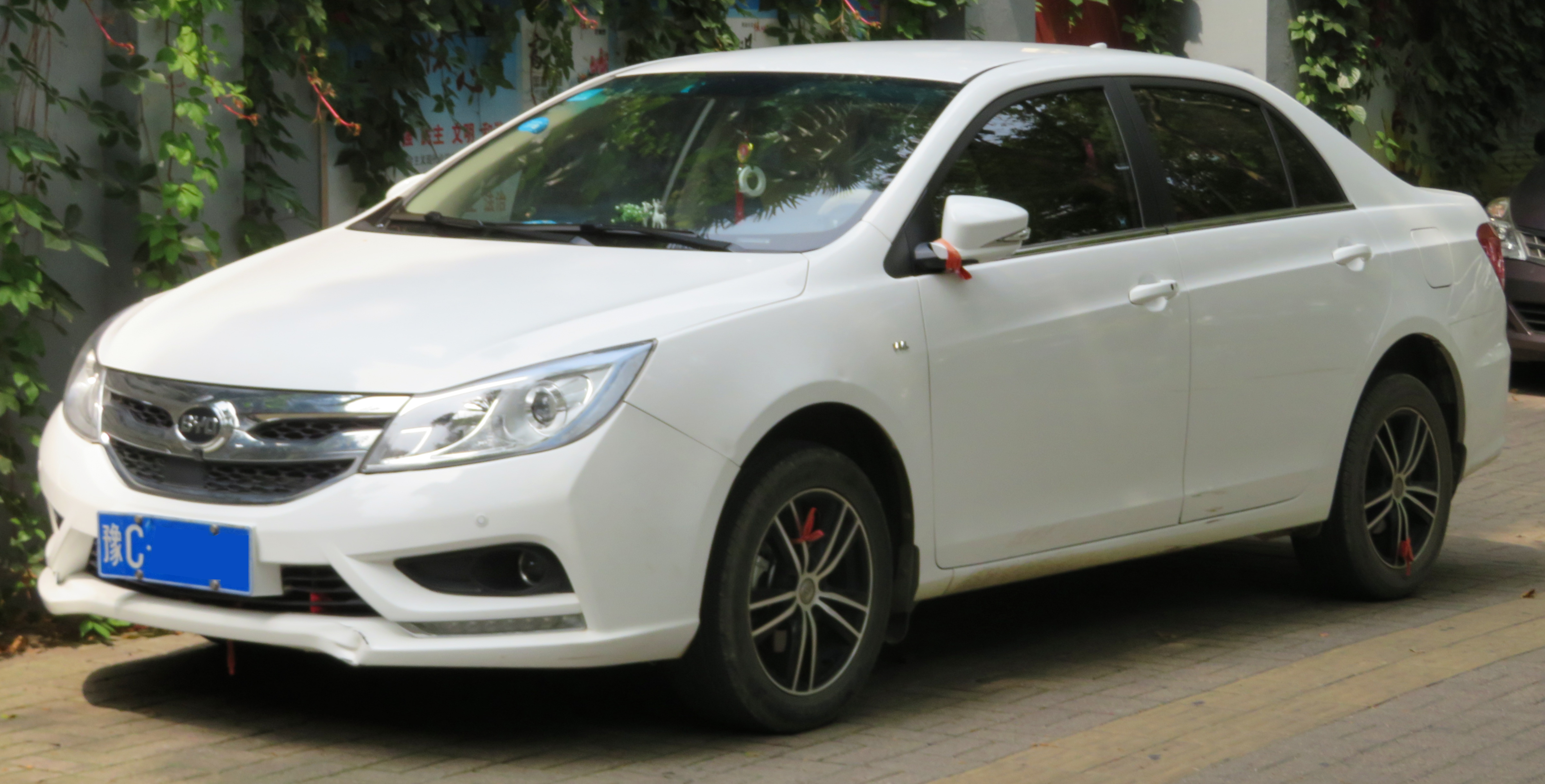
BYD Surui (2012)

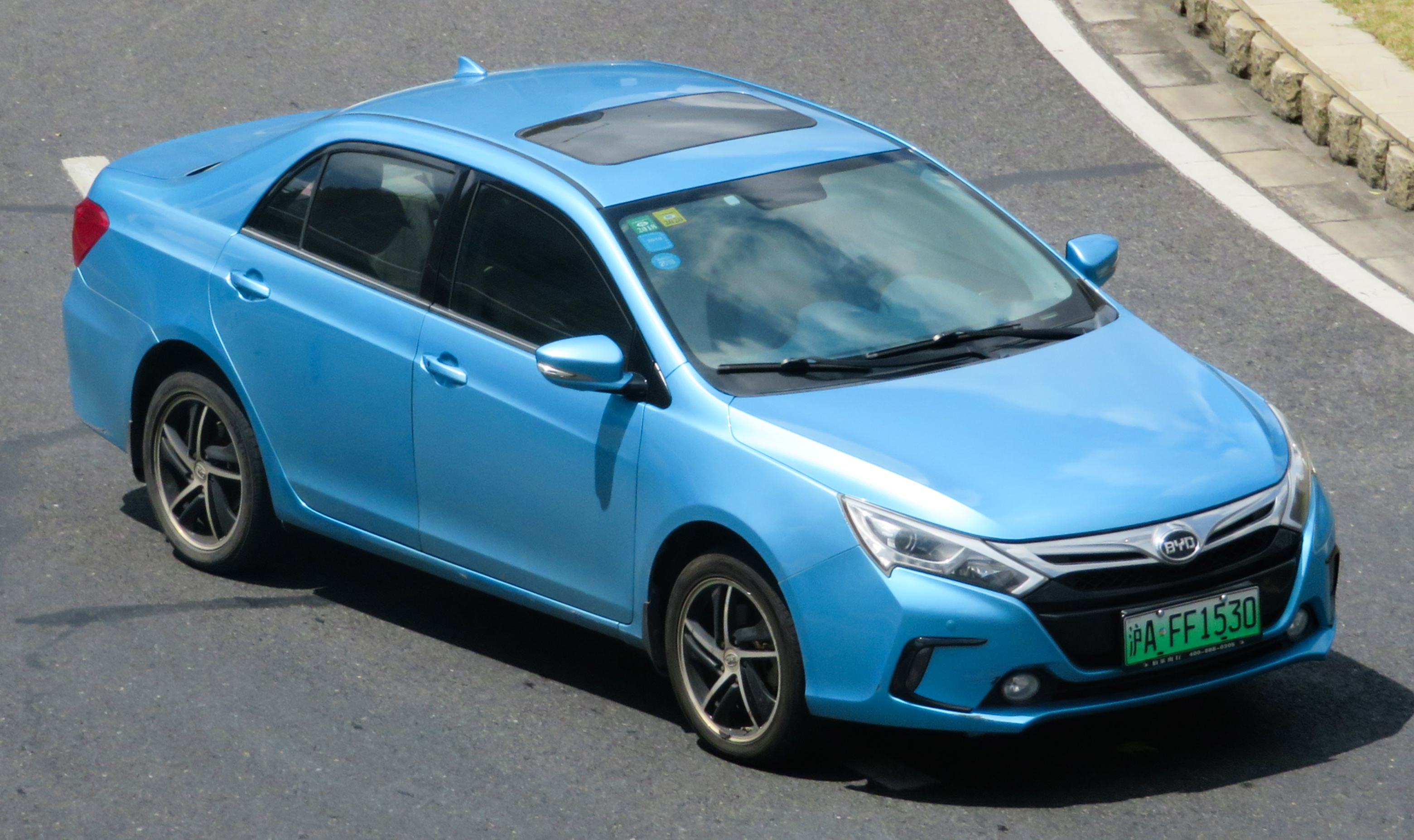
BYD Qin (2013)

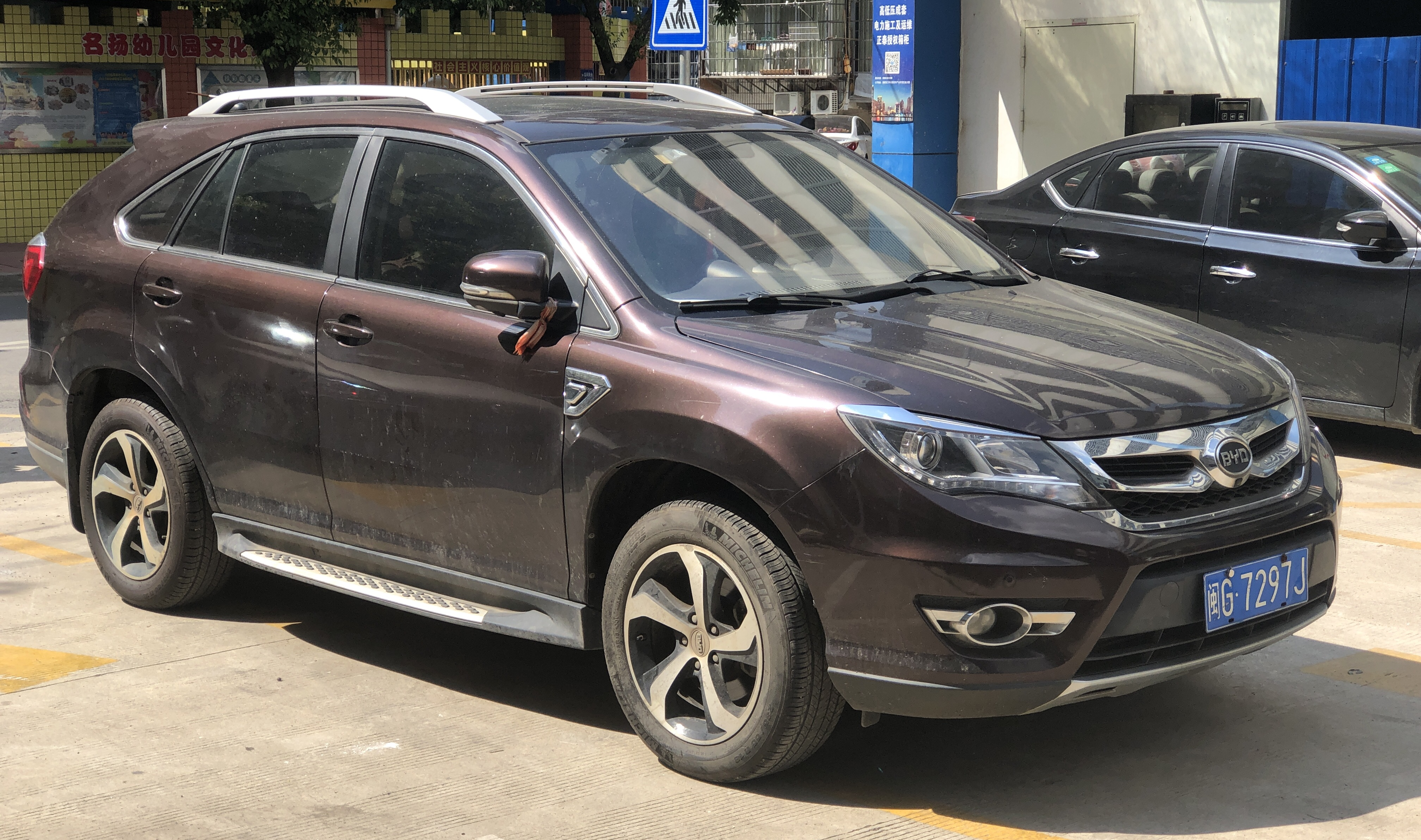
BYD S7 (2014)

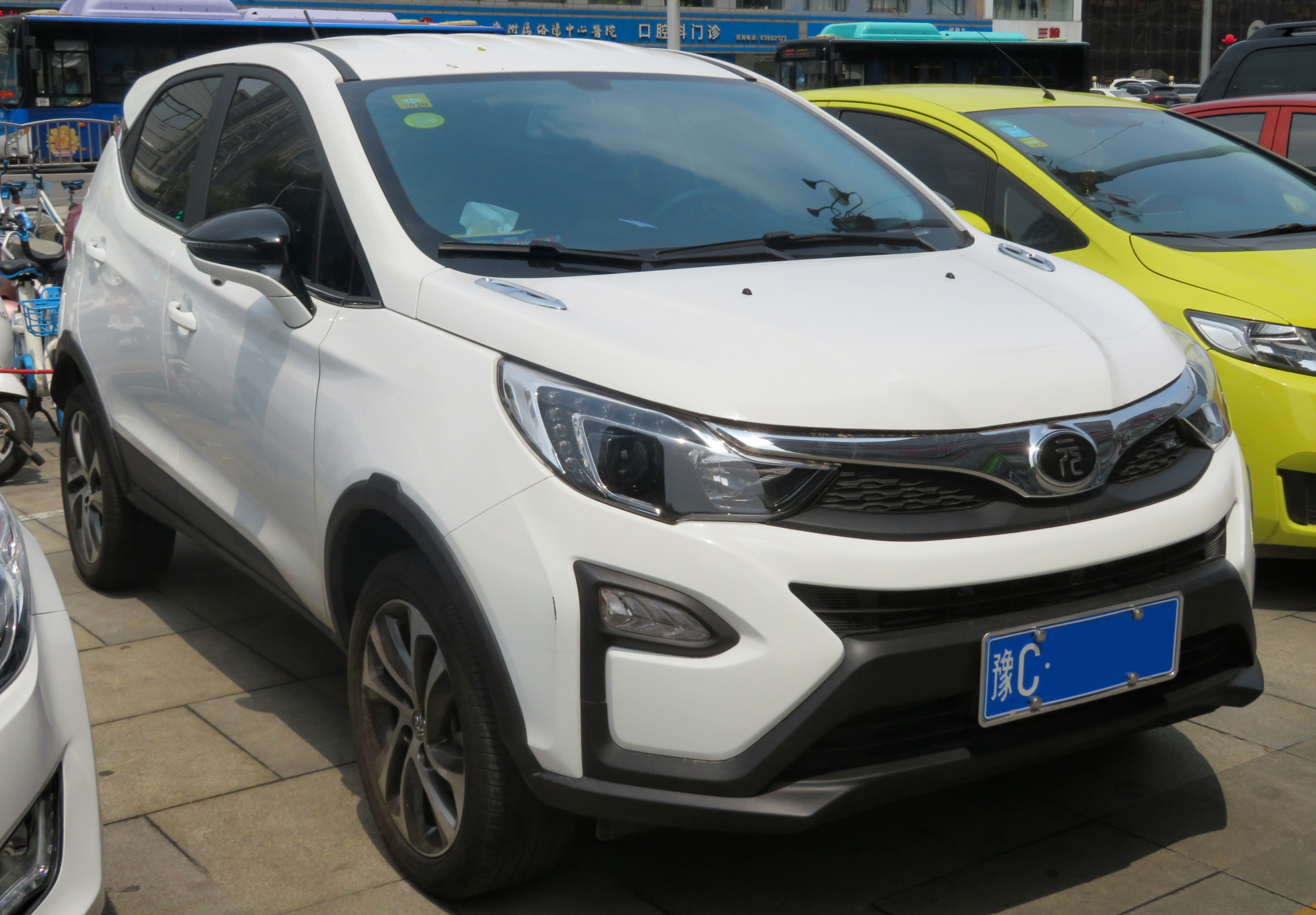
BYD Yuan (2015)

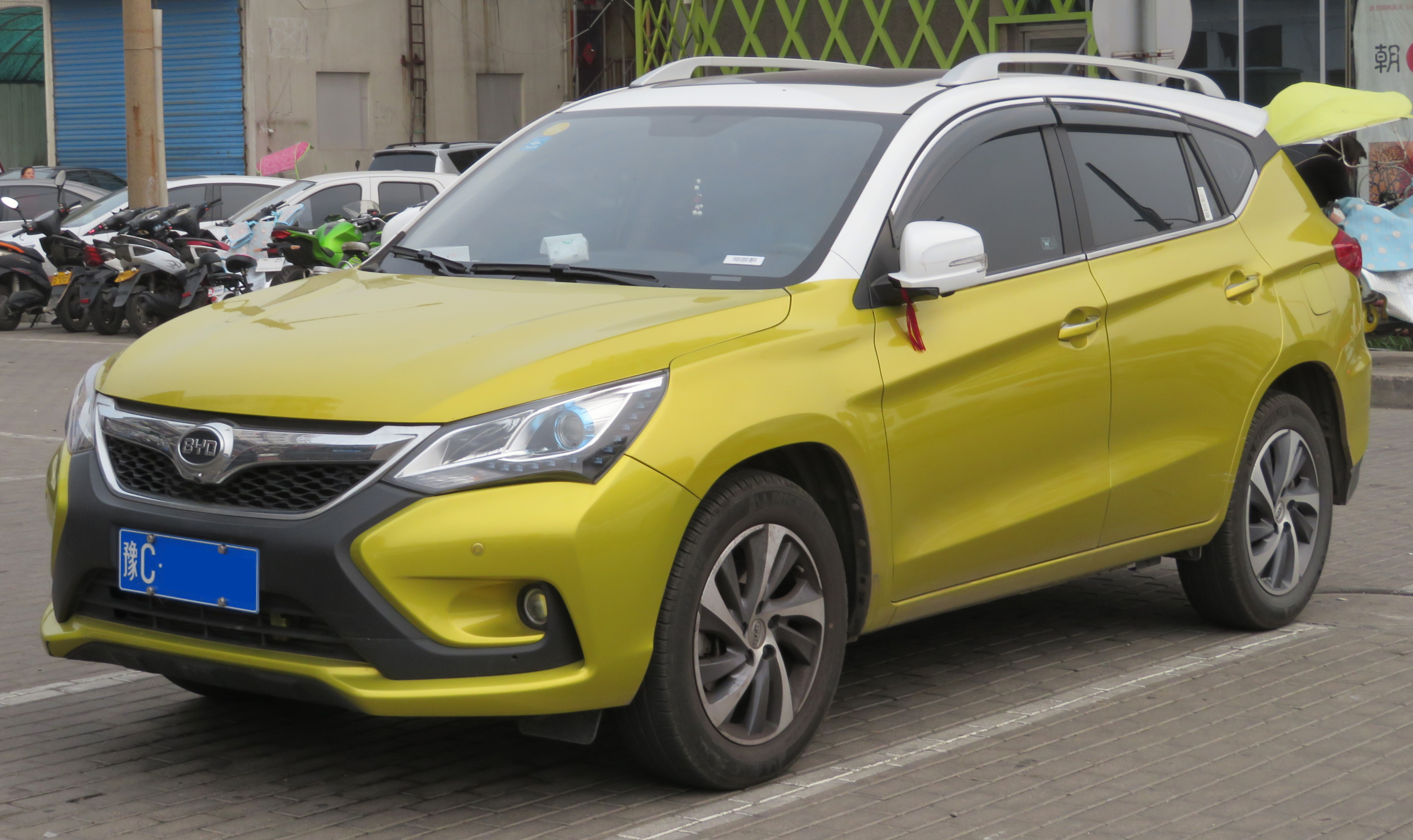
BYD Song (2015)

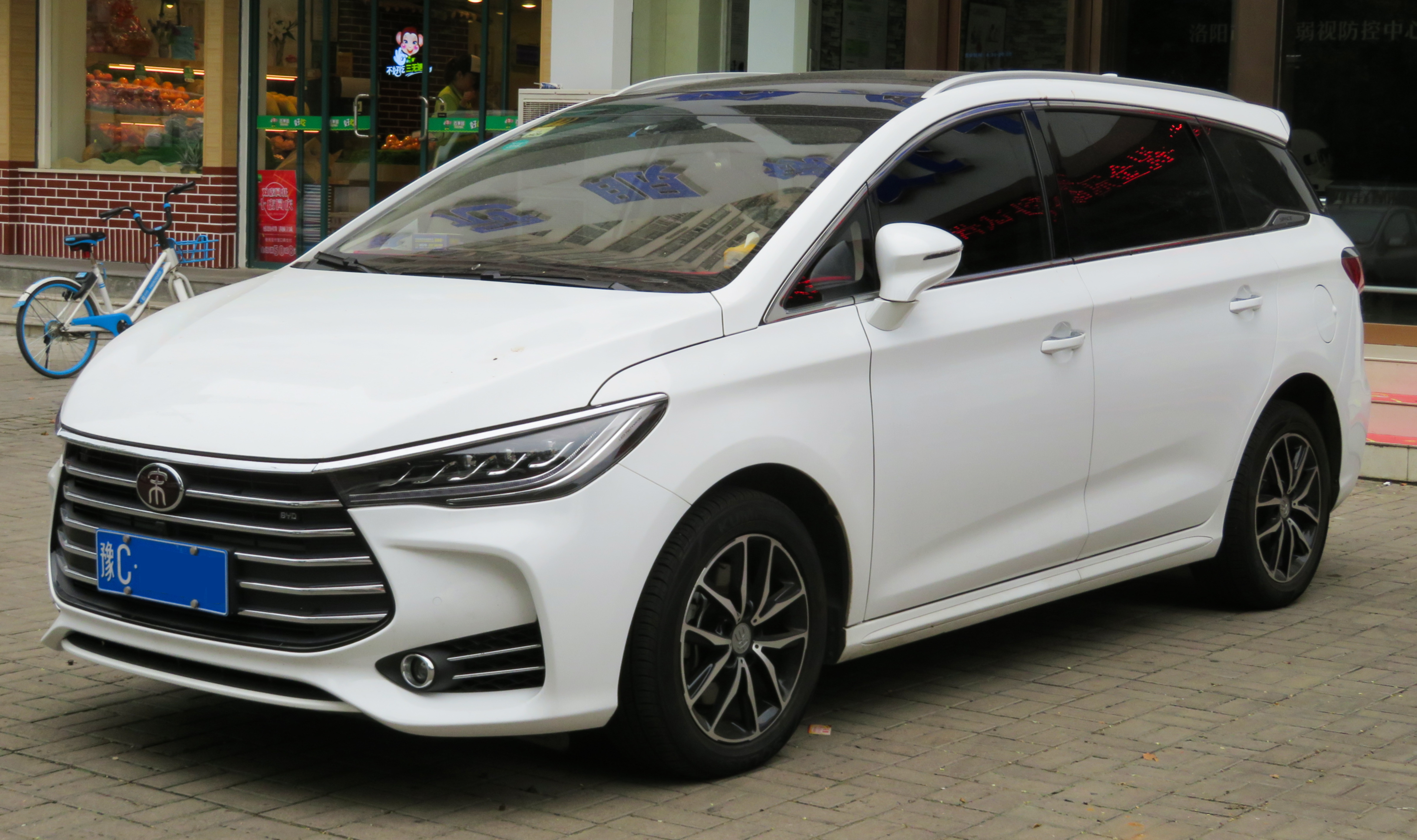
BYD Song Max (2017)

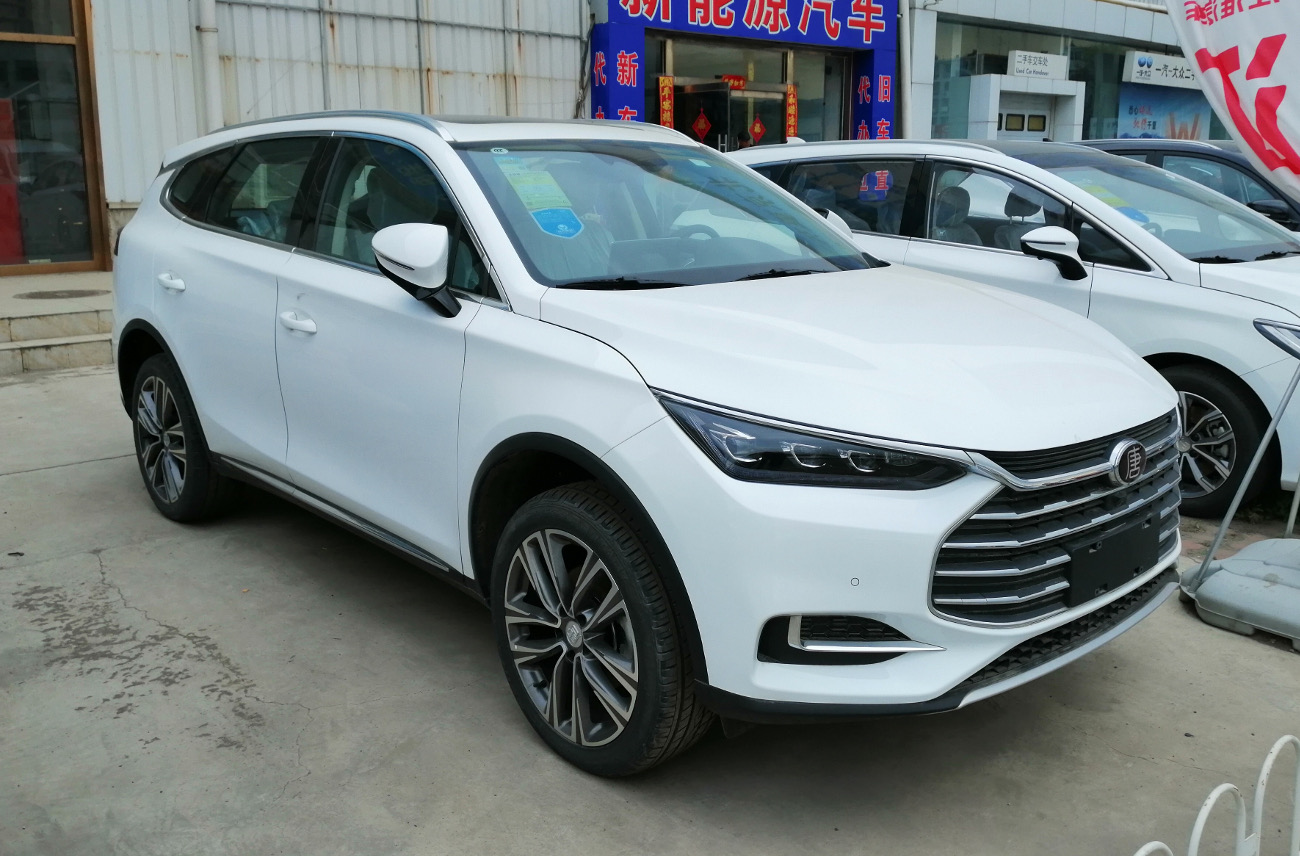
BYD Tang (2018)

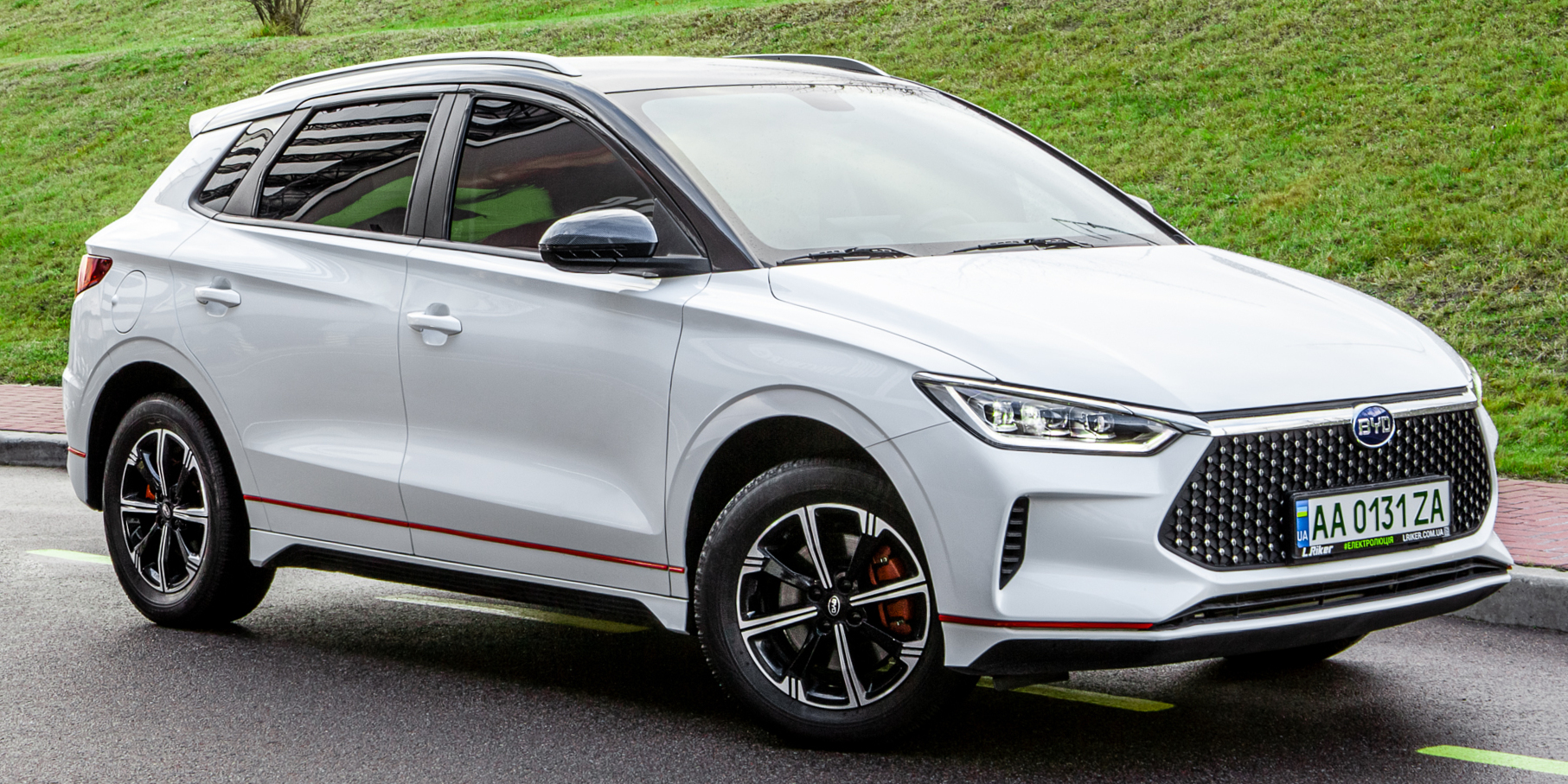
BYD e2 (2019)

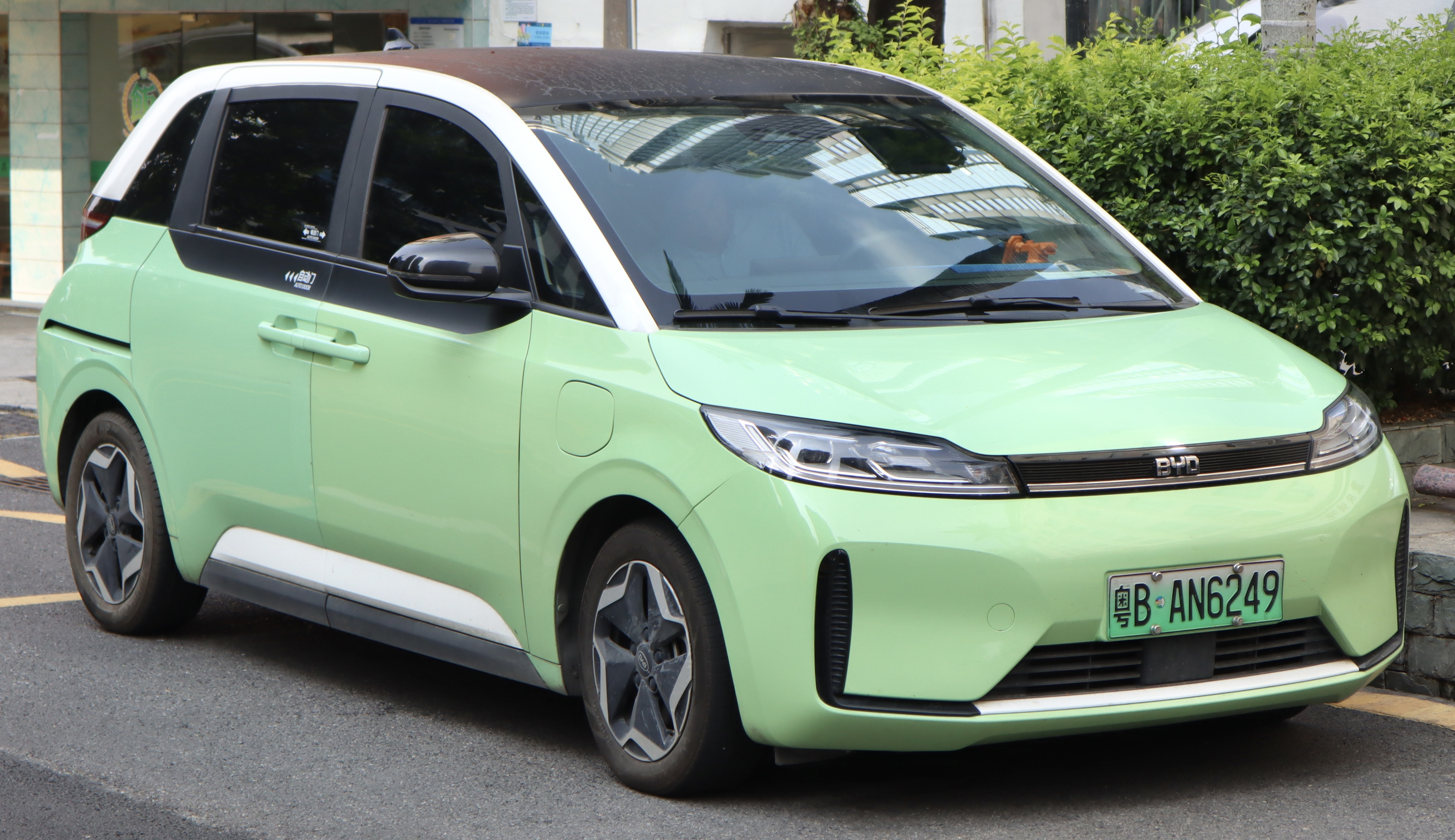
BYD D1 (2020)

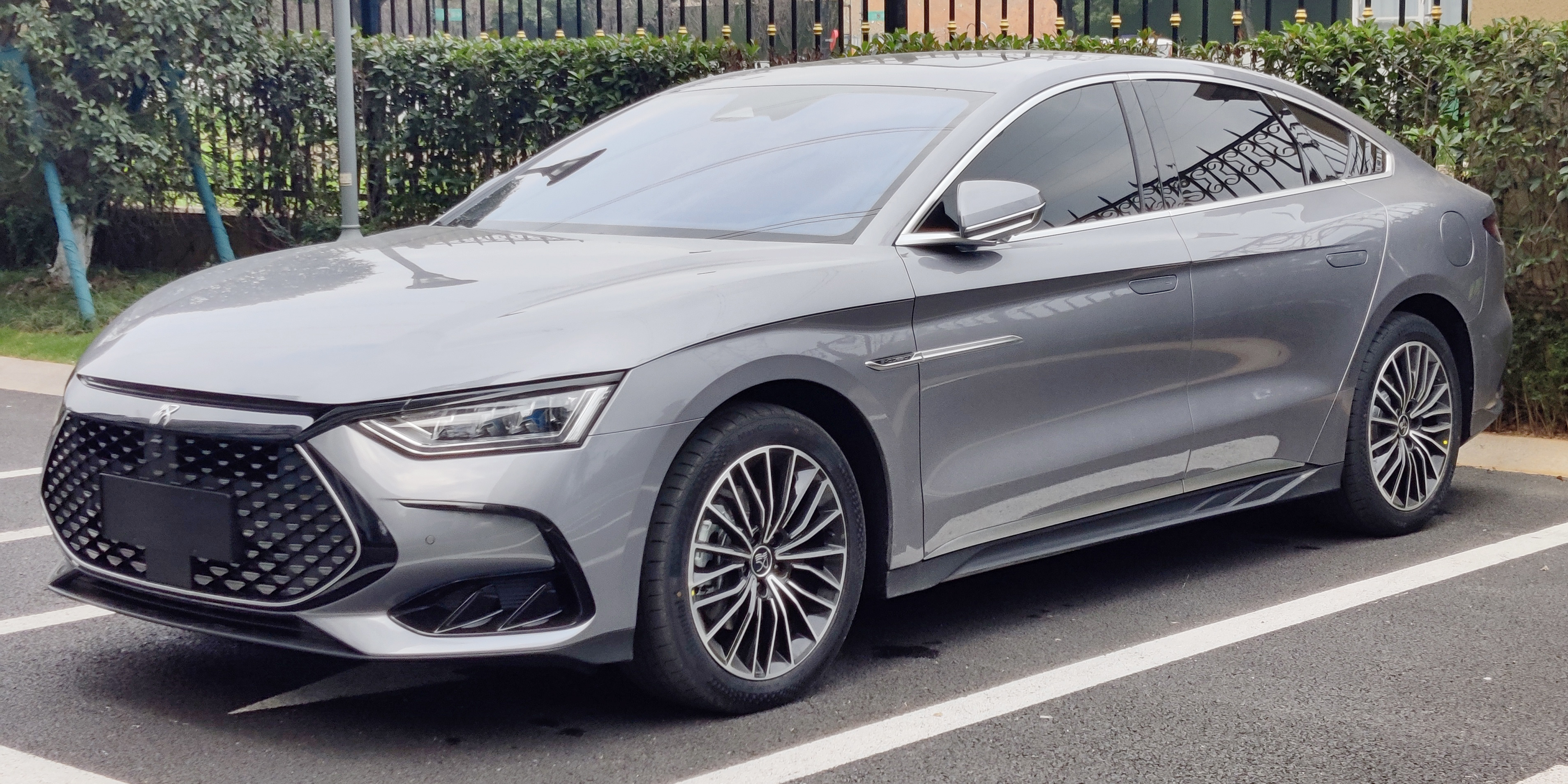
BYD Han (2020)

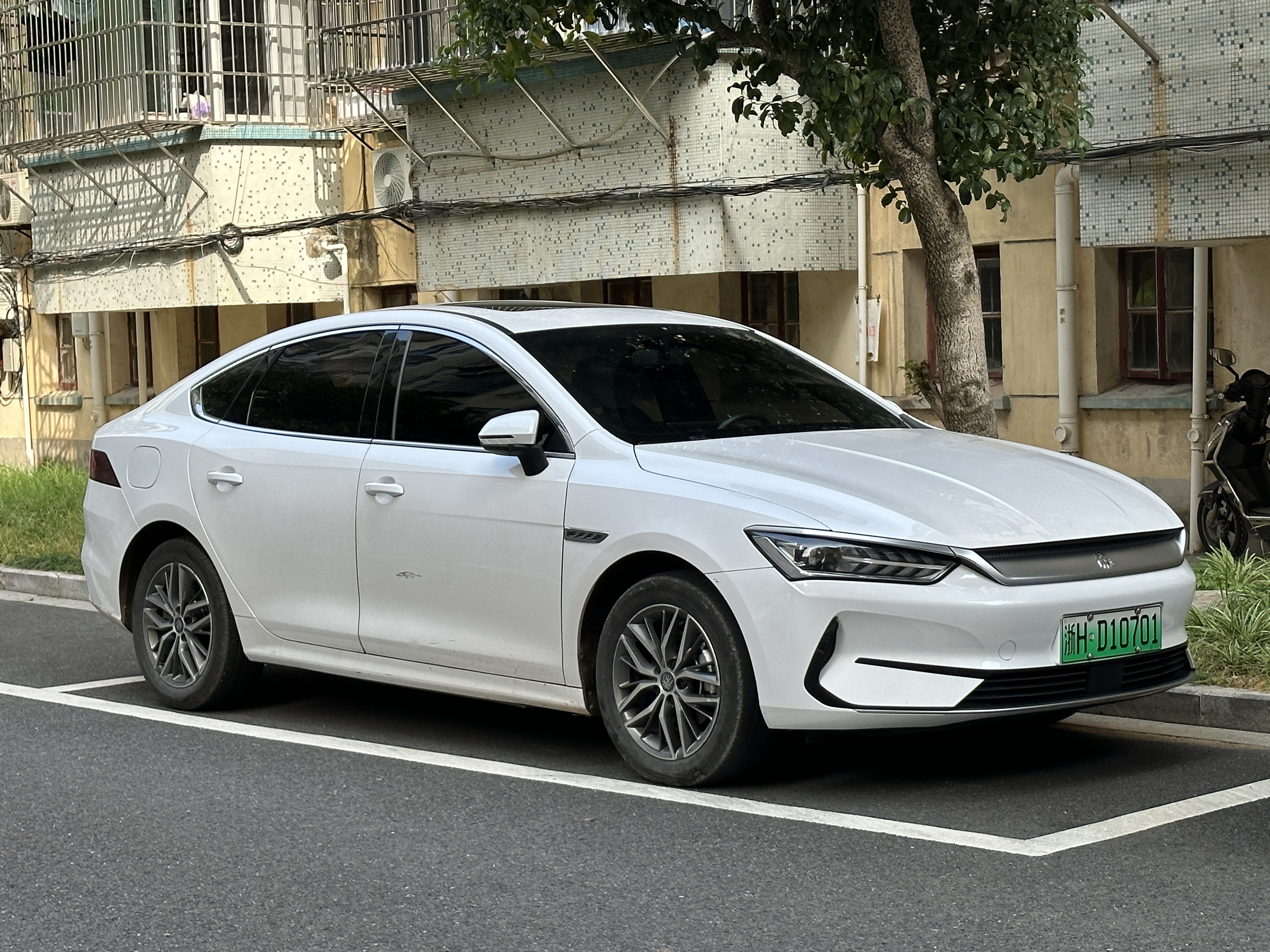
BYD Qin Plus EV (2021)

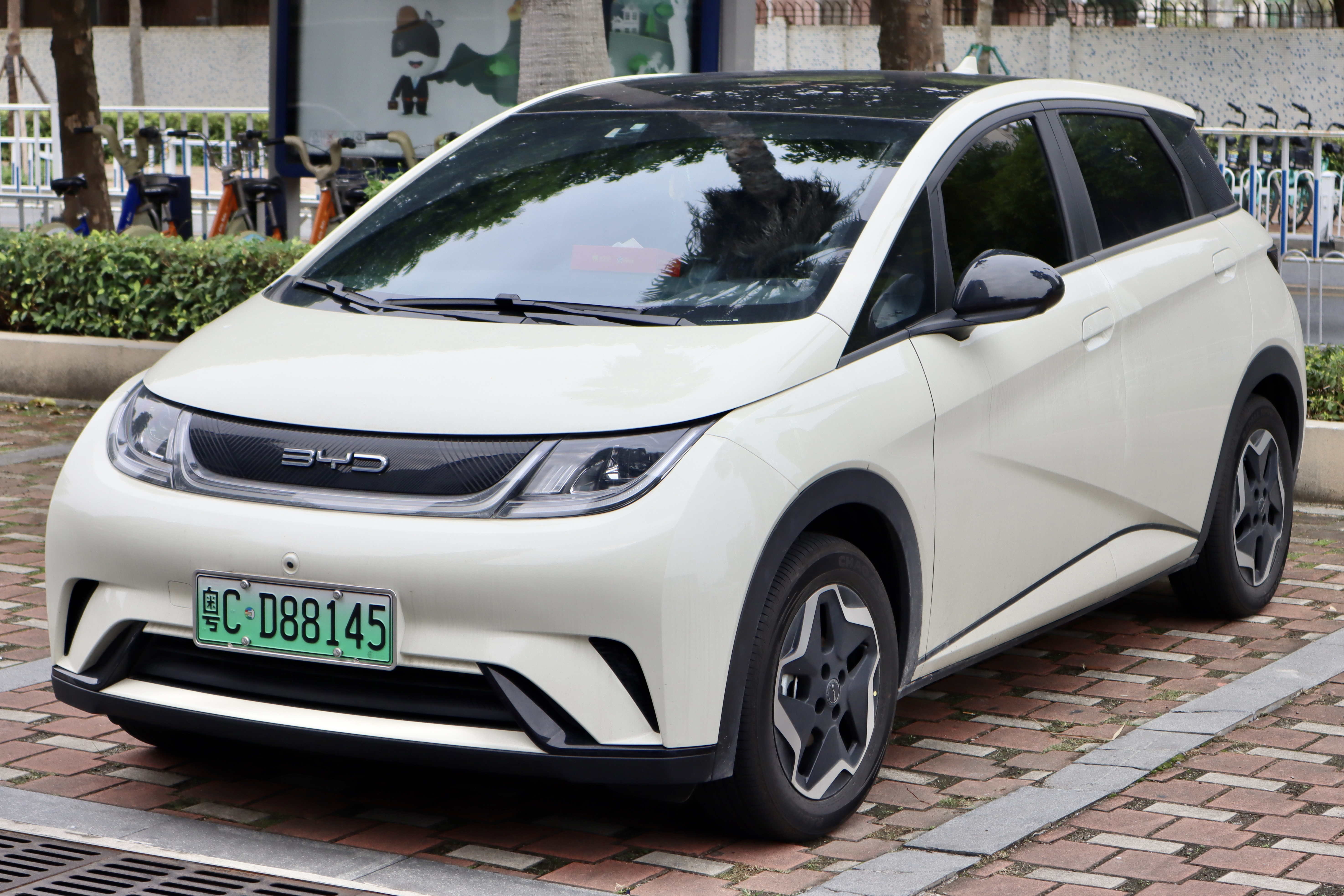
BYD Dolphin (2021)

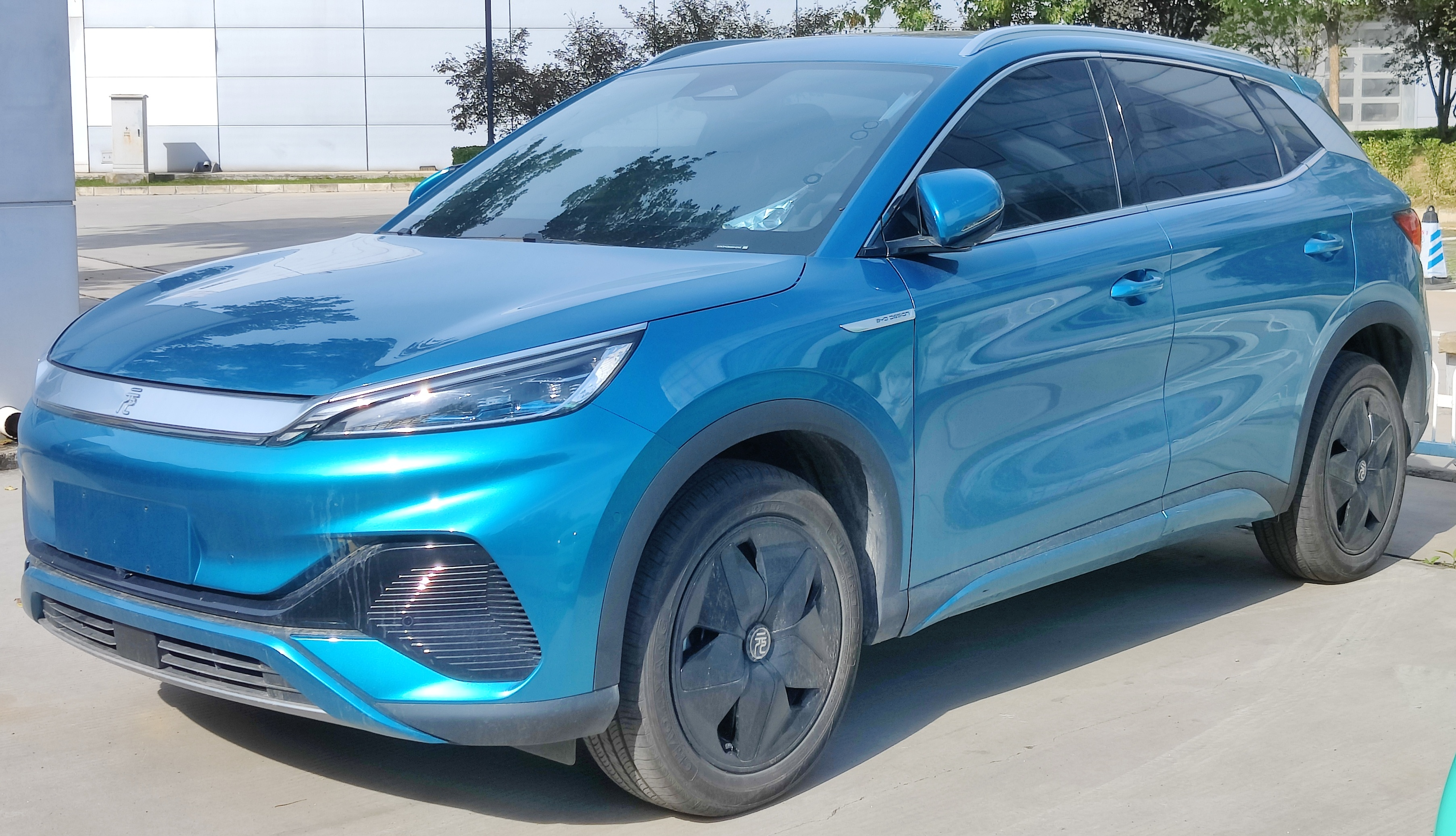
BYD Yuan Plus (2022)

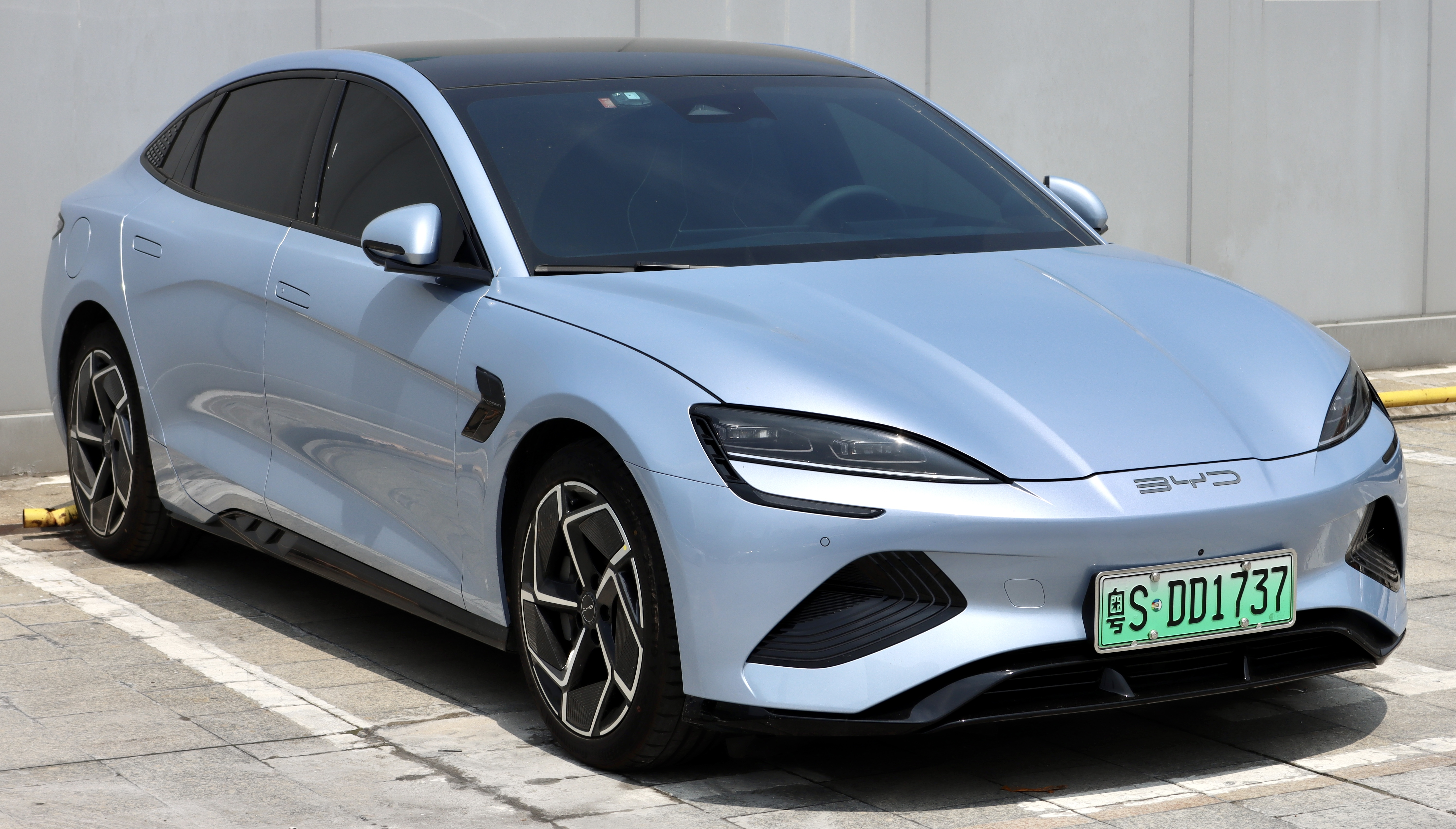
BYD Seal (2022)

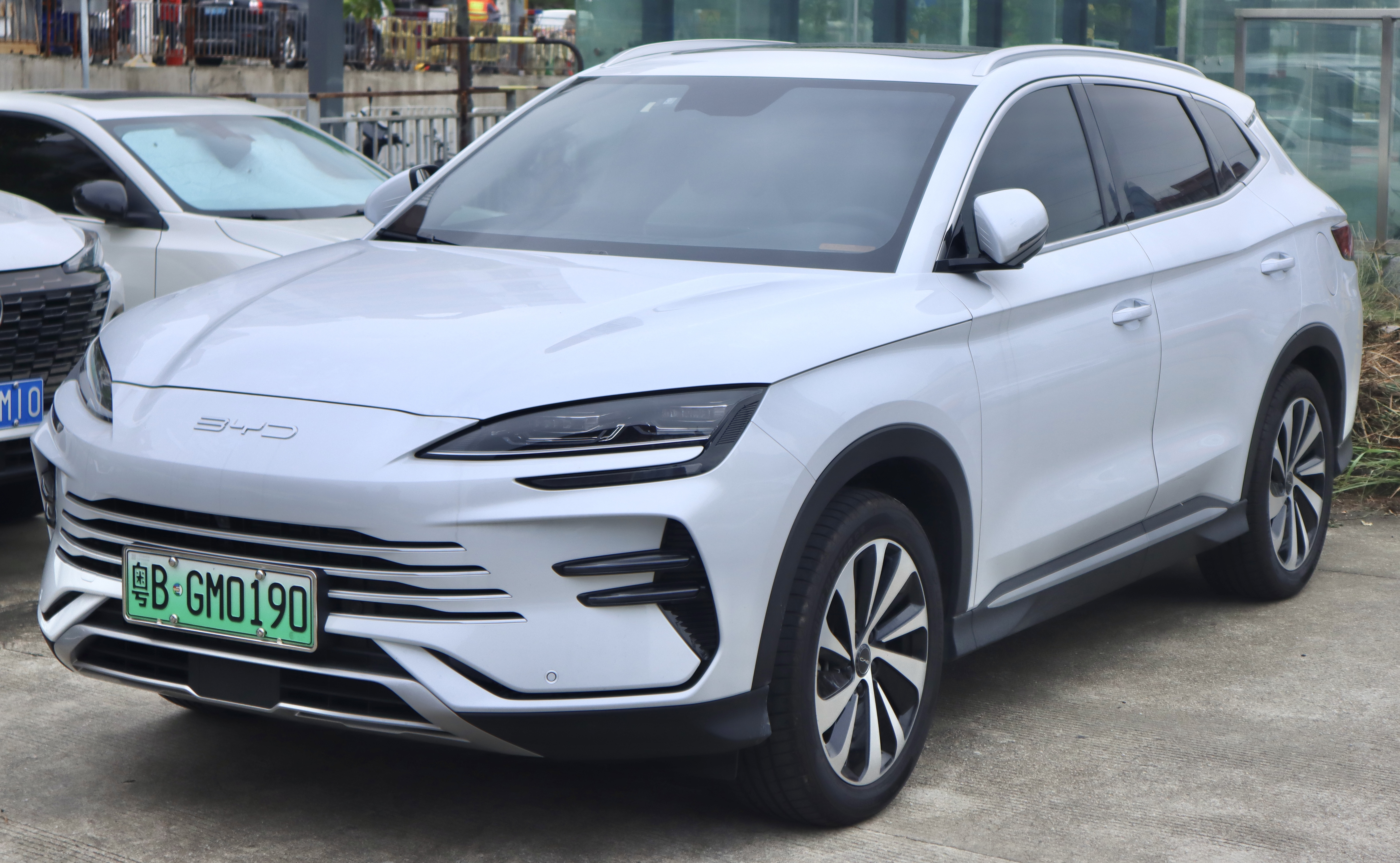
BYD Song Plus (2023)

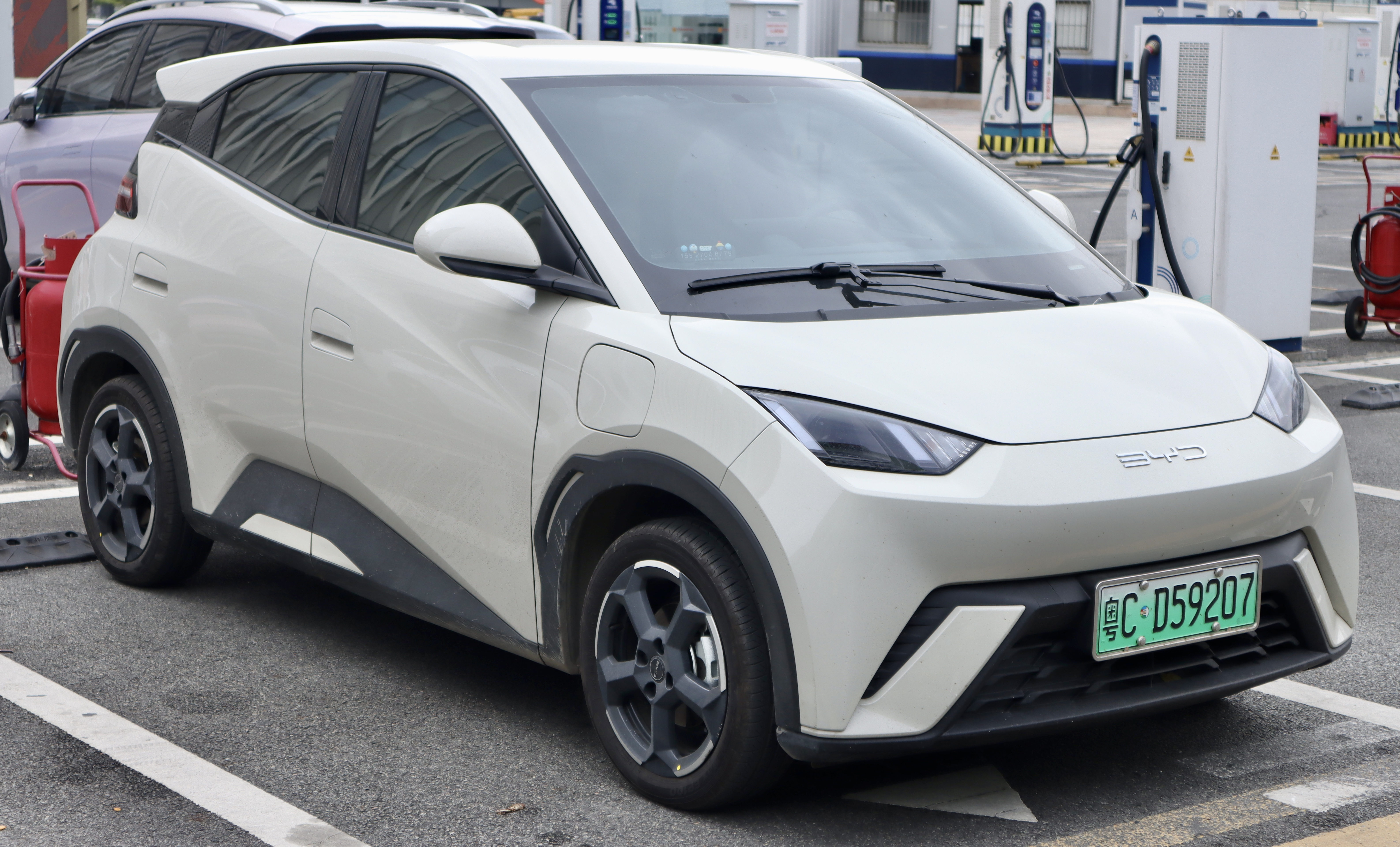
BYD Seagull (2023)

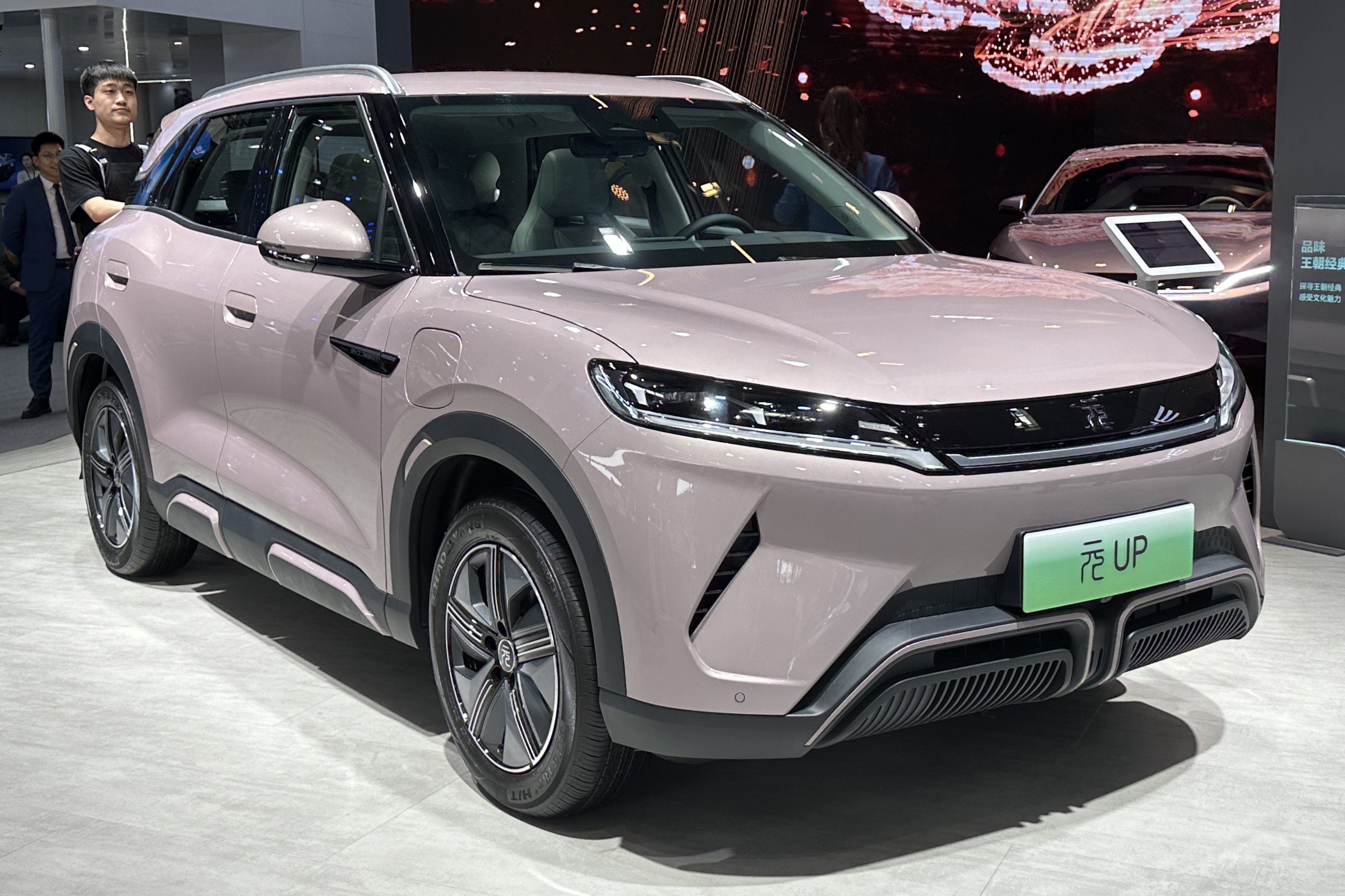
BYD Yuan Up (2024)

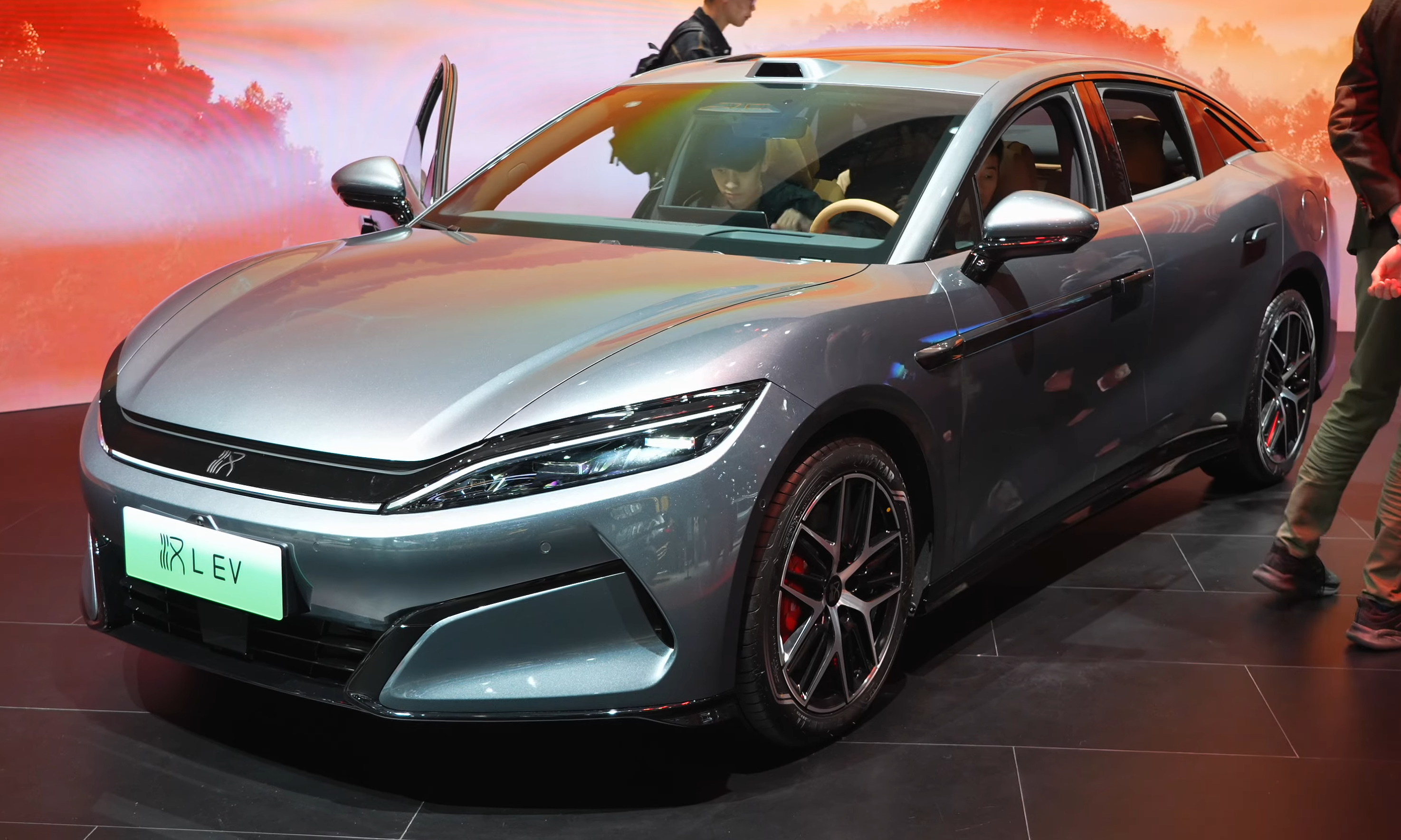
BYD Han L EV (2025)

### Początki
W 2003 roku chiński producent i dostawca akumulatorów dla producentów elektroniki użytkowej, BYD Company, zdecydował się wkroczyć do branży motoryzacyjnej. W tym celu przejął niewielkie przedsiębiorstwo Qinchuan Automobile wraz z jego zakładem produkcyjnym w Xi’an, a następnie dokonał zmiany nazwy na BYD Auto. Dotychczas wytwarzany tam miejski model Qinchuan Flyer otrzymał nowe oznaczenia firmowe, nosząc odtąd nazwę BYD Flyer i stając się tym samym pierwszym w historii pojazdem tej marki. Zastany projekt w 2004 roku przeszedł obszerną modernizację, a w oparciu o Flyera zbudował także serię prototypów testujących potencjalne, inne wersje nadwoziowe jak sedan i kombi. To Flyer posłużył także jako baza do pierwszych testów autorskiej technologii spalinowo-elektrycznych układów hybrydowych. W 2005 roku BYD Auto rozpoczął eksport Flyera do pierwszych rynków zagranicznych, na czele m.in. z Rosją.
Drugim samochodem marki BYD, a także pierwszą konstrukcją opracowaną już od podstaw przez tę firmę, został kompaktowy model BYD F3 przedstawiony w 2005 roku. Nisza, jaką chińska firma chciała wówczas zapełnić, było oferowanie samochodów tańszych niż zagraniczne produkty, charakteryzującego się jednakże lepszą jakością wykonania od porównywalnych chińskich odpowiedników. W kolejnych latach pierwszej dekady XXI wieku BYD intensywnie rozbudował swoją gamę modelową, co pozwoliło na wyprodukowanie w 2010 roku milionowego samochodu. Niewiele wcześniej, przy okazji premiery pierwszego produkcyjnego hybrydowego modelu F3DM w 2008 roku, potencjał rozwoju dostrzegł w firmie amerykański inwestor Warren Buffett i kupił w BYD 10-procentowy pakiet akcji.

### Intensywny rozwój
W drugiej dekadzie XXI wieku BYD postawił nacisk na dalsze zwiększanie udziału rynkowego w rodzimych Chinach i poszerzaniu portfolio samochodów hybrydowych. Istotny udział w stymulacji inwestycji w rozwój napędów spalinowo-elektrycznych miały subsydia chińskiego rządu, które BYD zaczął pozyskiwać już w 2010 roku. W tym samym roku firma przedstawiła też swój pierwszy samochód elektryczny, minivana e6, a także nawiązała swoją pierwszą współpracę z zagranicznym producentem samochodów w ramach spółki joint-venture Denza założonej z Mercedesem. W 2011 roku zadebiutował pierwszy SUV w postaci modelu S6, a w 2012 roku BYD rozpoczął stopniowe odchodzenie od nazewnictwa alfanumerycznego na rzecz nazw własnych nawiązujących do historycznych chińskich dynastii cesarskich. Zainicjował to kompaktowy model Qin.
Stopniowa modernizacja gamy i inwestycje w niszową wówczas technologię zelektryfikowanych napędów pozwoliła 2013 roku osiągnąć wielkość sprzedaży przekraczająca 506 tysięcy samochodów, czyniąc wówczas BYD Auto 10. najpopularniejszym producentem samochodów w Chinach. Rok później, BYD Qin został najpopularniejszym samochodem hybrydowym na rodzimym rynku, z kolei w 2015 roku produkty BYD stały się w Chinach najchętniej kupowanymi samochodami elektrycznymi spośród wszystkich konkurencyjnych produktów zarówno chińskich, jak i zagranicznych firm.

### Budowa spójnego wizerunku modeli
Ważnym przełomem w dziejach BYD Auto stała się decyzja o rozpoczęciu w 2016 roku budowy wizerunku opartego na współpracy z uznanymi, zagranicznymi nazwiskami. W listopadzie tego roku chińska firma powierzyła funkcję szefa działu stylistycznego niemieckiemu projektantowi, Wolfgangowi Eggerowi, który dotychczas pracował dla takich firm jak Alfa Romeo, Audi czy SEAT. Jeszcze w tym samym roku, w grudniu 2016, ambasadorem BYD auto został amerykański aktor Leonardo DiCaprio, który pojawił się w materiałach reklamowych promujących m.in. hybrydowego SUV-a Tang.
Pierwszym prototypem zwiastującym nową epokę w stylizacji samochodów BYD Auto i zarazem pierwszym projektem Wolfganga Eggera został BYD Dynasty Concept z kwietniu 2017 roku. Firma zaczęła tym samym odchodzić od wizerunku producenta odtwórczego, często kopiującego w dotychczasowej dekadzie projekty stylistyczne innych dużych firm jak BMW, Mercedes-Benz, czy Toyota, a także Ford, Lexus czy Renault. Nowy, spójny język stylistyczny autorstwa Eggera rozpoczęto wdrażać do seryjnych produktów we wrześniu 2017 roku, kiedy to do sprzedaży trafił minivan BYD Song Max. Wszystkie, kolejne produkty przedstawione w kolejnych latach, otrzymały tożsamy projekt nadwozia z charakterystycznym pasem przednim nazywanym "Dragon Face" (ang. twarz smoka).

### Elektryfikacja i ekspansja
Kluczowym stymulantem dla rozwoju BYD Auto w drugiej dekadzie XXI wieku były subsydia chińskiego rządu, między 2013 a 2017 rokiem otrzymując równowartość 590 milionów dolarów na inwestycje w napędy hybrydowe i elektryczne. Zmniejszenie tych nakładów w 2019 roku, pomimo dynamicznego rozwoju gamy modelowej i jej rosnącej popularności, drastycznie zachwiało kondycją finansową BYD Auto i obniżyło jego dochód netto. W rezultacie, w 2020 roku zintensyfikowano nakłady na rozbudowę oraz modernizację gamy modelowej z naciskiem na elektryfikację napędów, wypełniając kolejne nisze rynkowe zarówno wśród klasycznych modeli osobowych, jak i crossoverów i SUV-ów, pojazdów użytkowych oraz konstrukcji specjalistycznych jak taksówki. W 2022 roku BYD Auto zwiększyło swój udział rynkowy w Chinach, z 5,8% w 2020 roku, do 27,5%. W tym samym roku, po 19 latach produkcji pojazdów z takim napędem, BYD całkowicie wycofał się z oferowania układów spalinowych, przechodząc odtąd wyłącznie na pojazdy hybrydowe i elektryczne.
Wraz z dynamiczną rozbudową gamy, na trzecią dekadę XXI wieku przypadła także największa od powstania firmy zagraniczna ekspansja BYD Auto. Jednym z kluczowych produktów pozwalających w tych wysiłkach był nowy, kompaktowy model elektryczny Atto 3 przedstawiony w sierpniu 2021 roku. Kolejnym ważnym elementem w dążeniach BYD Auto do zwiększenia wolumenu sprzedaży i udziału rynkowego był miejski hatchback Seagull, który debiutując w kwietniu 2023 miał konkurować m.in. ceną. Samochód odniósł duży sukces rynkowy w Chinach, pozwalając w ciągu 7 miesięcy na zbudowanie 200 tysięcy pojazdów. W sierpniu 2023 założyciel i szef BYD Auto, Wang Chuanfu, wezwał rodzime, konkurencyjne firmy produkujące samochody elektryczne do "zjednoczenia się w zniszczeniu starych graczy" w branży motoryzacyjnej.
Ważnym przełomem we wzroście pozycji BYD Auto w branży samochodów elektrycznych było rozpoczęcie dostaw własnej konstrukcji akumulatorów LFP o nazwie „Blade Battery” dla konkurencyjnych firm. Najpierw w 2020 roku została nią Toyota, a także Tesla, która wykorzystała akumulatory BYD m.in. do swojego najpopularniejszego modelu - Modelu Y. W 2022 roku BYD stał się dostawcą baterii także dla rodzimych, chińskich producentów samochodów elektrycznych, poszerzając zarazem to także o całą technologię technologii hybrydowej Dual Motor. W 2024 roku wśród kolejnych dużych zagranicznych koncernów motoryzacyjnych, które stały się zleceniodawcami na akumulatory BYD do samochodów elektrycznych, stały się amerykańskie General Motors oraz Ford Motor Company.
W 2022 roku, po raz pierwszy od wkroczenia do branży motoryzacyjnej przez macierzysty konglomerat BYD Company w 2003 roku, BYD Auto stał się koncernem zarządzającym więcej niż jedną marką. W 2022 roku dotychczasowe joint-venture Denza utraciło równy udział Mercedesa i stało się bliżej związane z BYD jako jego filia. Na początku 2023 roku z kolei utworzono nową markę Yangwang skoncentrowaną na droższych i najbardziej zaawansowanych technicznie produktach. W połowie 2023 roku portfolio poszerzyła jeszcze jedna, trzecia marka, tym razem zorientowana na hybrydowe SUV-y o terenowych właściwościach, o nazwie Fangchengbao.

### Zasięg rynkowy
Największym i najważniejszym rynkiem zbytu dla BYD Auto są rodzime Chiny, gdzie po 20 latach działalności i systematycznego wzrostu popularności, w 2023 roku firma stała się tam najpopularniejszym producentem samochodów z 37-procentowym udziałem, wykraczając ze swoją dominacją dotychczas ograniczającą się tylko do podkategorii samochodów elektrycznych. Od początku swojego istnienia BYD prowadzi także operacje zagraniczne, które w ciągu dwóch pierwszych dekad działalności ograniczały się tylko do wybranych krajów rozwijających się relatywnie dobrze adaptujących pierwsze chińskie firmy. Jednym z pierwszych takich krajów w 2005 roku była Rosja, w 2011 roku Ukraina i Chile, w 2012 Kolumbia, a w 2015 - Filipiny. Do intensywnej, globalnej ekspansji, firma przystąpiła po szybkiej rozbudowie oferty na początku trzeciej dekady XXI wieku, kiedy to przeszła na wyłącznie zelektryfikowane układy napędowe. W czerwcu 2021 BYD Auto rozpoczął działalność w Europie, poczynając od Norwegii, z kolei w 2022 rozpoczął dystrybucję w Australii i Nowej Zelandii, a także Tajlandii, Meksyku i Izraelu. W 2023 roku firma wkroczyła na rynek japoński i bliskowschodni, a także poszerzyła swój zasięg o inne rynki zachodnioeuropejskie poza Norwegią.
Ważnym elementem ekspansji zagranicznej po 2021 roku była budowa pierwszych zagranicznych zakładów produkcji samochodów osobowych. Pierwszy działalność w 2024 roku rozpoczął zakład w Tajlandii i Uzbekistanie, ogłaszając zarazem planowany start kolejnych kompleksów w: Brazylii (2025 rok), Indonezji (2026 rok) oraz na Węgrzech (2027 rok). Firma planowała też budowę fabryki w Indiach, jednak tamtejszy rząd motywowany "obawami wobec bezpieczeństwa chińskich inwestycji" zablokował miliardową inwestycję w 2023 roku.
W styczniu 2024 BYD Auto został oficjalnym partnerem odbywających się w lipcu tego samego roku, europejskich mistrzostw w piłce nożnej Euro 2024.

### Logotyp

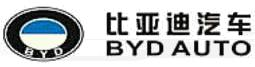
2003–2007
2007–2021
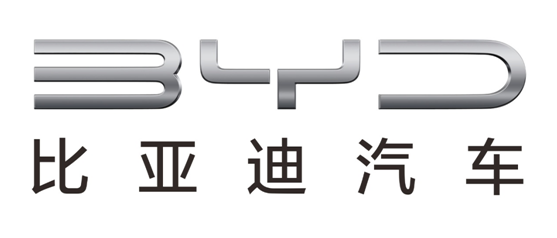
2021–2022
od 2022

## Modele samochodów

### Obecnie produkowane

#### Samochody osobowe
- Seagull
- Dolphin
- e2
- Destroyer 05
- Qin Pro
- Qin L
- Seal
- Seal 05 DM-i
- Seal 06
- Seal 06 GT
- Seal 07
- Han
- Song L

#### Crossovery i SUV-y
- Yuan Pro
- Yuan Up
- Yuan Plus
- Song Pro
- Song Plus
- Song L DM-i
- Sea Lion 05
- Sea Lion 07
- Frigate 07
- Tang

#### Minivany i vany
- Song Max
- Xia

#### Pickupy
- Shark

#### Samochody dostawcze
- V3
- M3
- E-Vali

#### Taksówki
- D1
- e6

### Historyczne
- F1 (2007)
- Flyer (2003–2008)
- S8 (2008–2009)
- F6 (2008–2012)
- G3 (2009–2014)
- L3 (2010–2015)
- S5 (2015)
- S6 (2011–2016)
- M6 (2010–2017)
- G5 (2014–2017)
- S1 (2015–2017)
- G6 (2011–2018)
- Surui (2012–2018)
- S7 (2014–2018)
- F0 (2008–2019)
- Song (2015–2019)
- Yuan (2016–2020)
- Song EV (2017–2020)
- F3 (2005–2021)
- e5 (2015–2021)
- Qin Pro (2018–2021)
- Qin Pro EV (2018–2021)
- e1 (2019–2021)
- e9 (2021)
- Qin (2013–2022)
- Qin EV (2016–2022)
- Yuan EV (2018–2022)
- e3 (2019–2022)
- S2 (2019–2022)
- Seal DM-i (2023–2024)

## Ciężarowe i autobusy

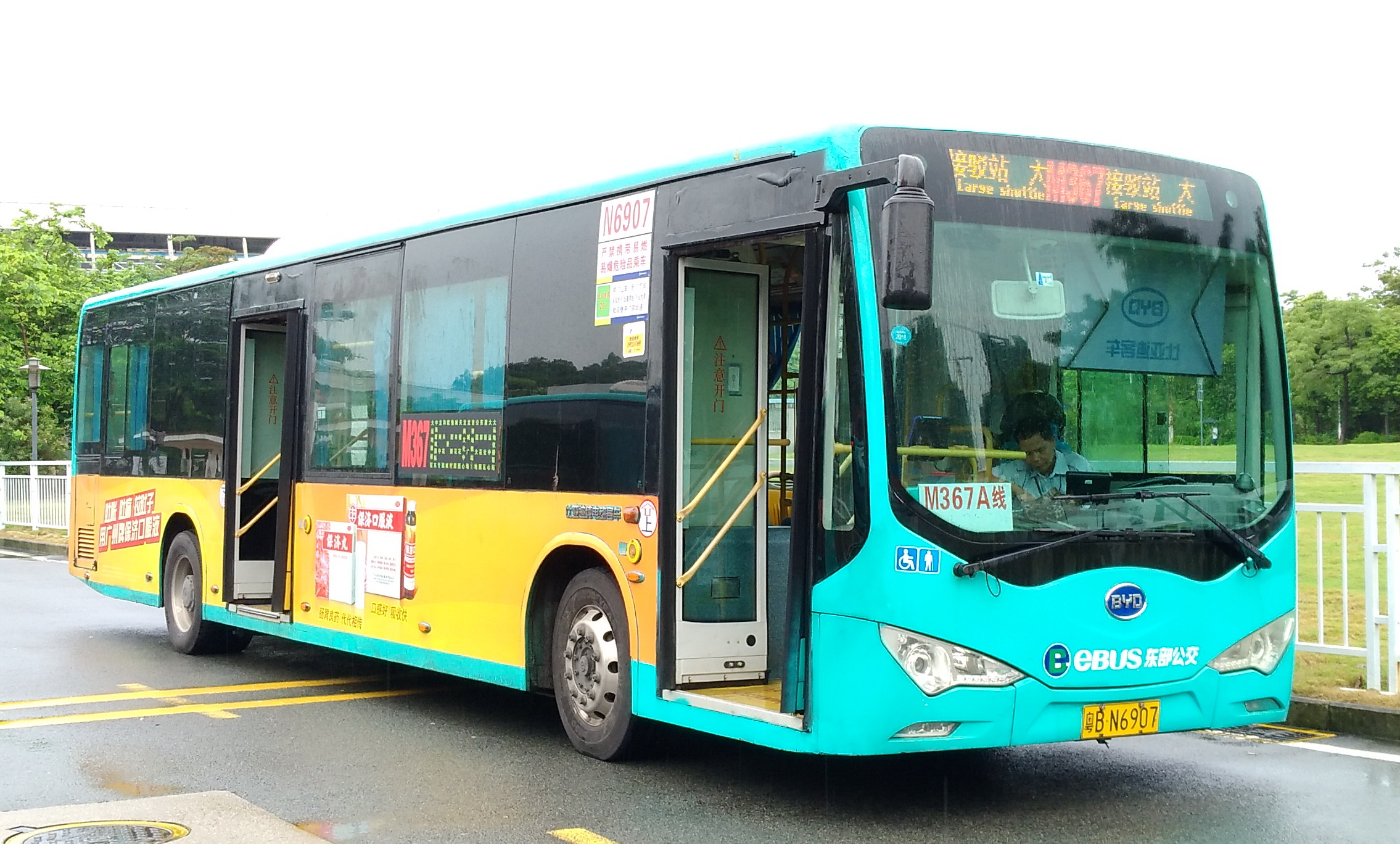
BYD K-9 (2018)

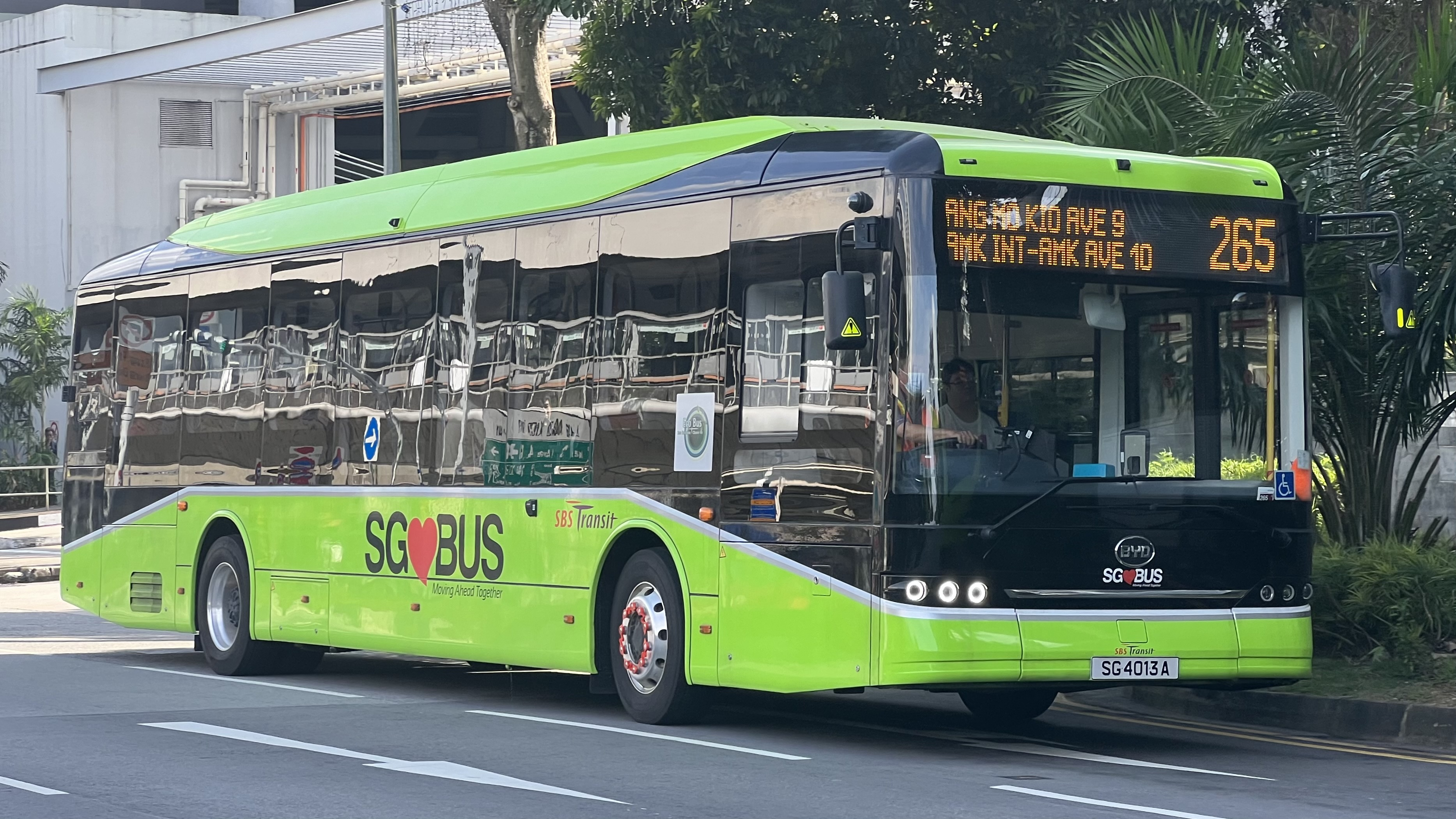
BYD B12A (2024)

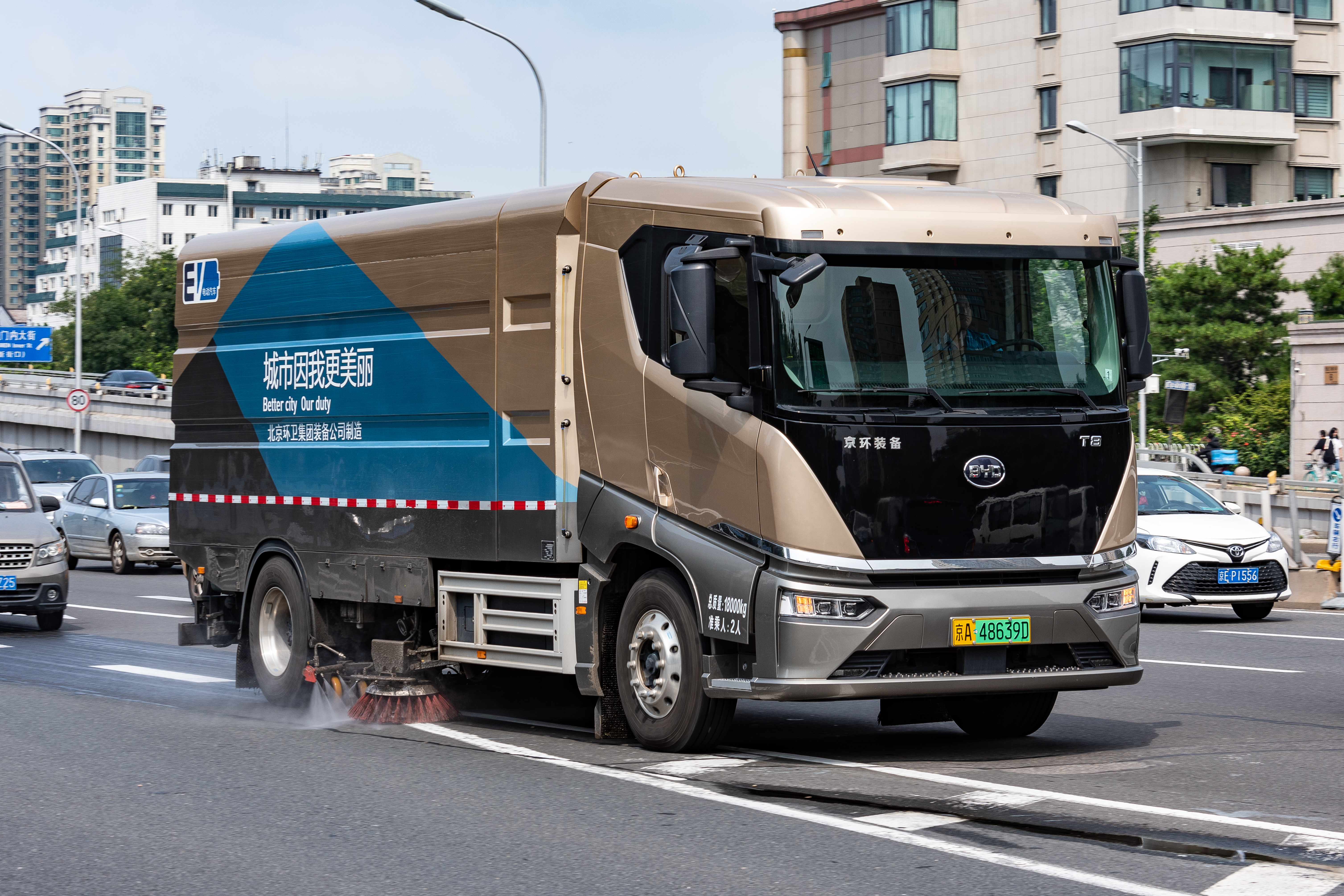
BYD T8 (2020)

Ważnym elementem działalności BYD Auto jest także produkcja samochodów ciężarowych i autobusów ze zelektryfikowanymi napędami. Te drugie w pierwszej kolejności pozwoliły firmie na ekspansję zagraniczną na dekadę przed samochodami osobowymi. Przedstawiona w 2010 roku seria autobusów BYD K-Series trafiła do flot komunikacji miejskiej w europejskich i azjatyckich miastach, wśród których w 2013 roku znalazła się także Polska. Już w 2013 roku firma otworzyła swoje pierwsze zagraniczne zakłady w Stanach Zjednoczonych, w 2019 roku rozpoczynając działalność kompleksu także w sąsiedniej Kanadzie. W międzyczasie, w 2017 roku, operacje rozpoczęła pierwsza europejska fabryka ulokowana w węgierskim Komárom. W maju 2024 BYD wziął udział w przetargu na nową flotę charakterystycznych londyńskich piętrowych autobusów, będąc jednym z faworytów na zastąpienie lokalnej produkcji New Routemasterów modelem BD11.

### Obecnie produkowane

#### Autobusy
- B-Series
- K-Series
- C6
- C8
- C9

##### Ciężarowe
- ETM6
- ETH8
- T-Series

## Modele koncepcyjne

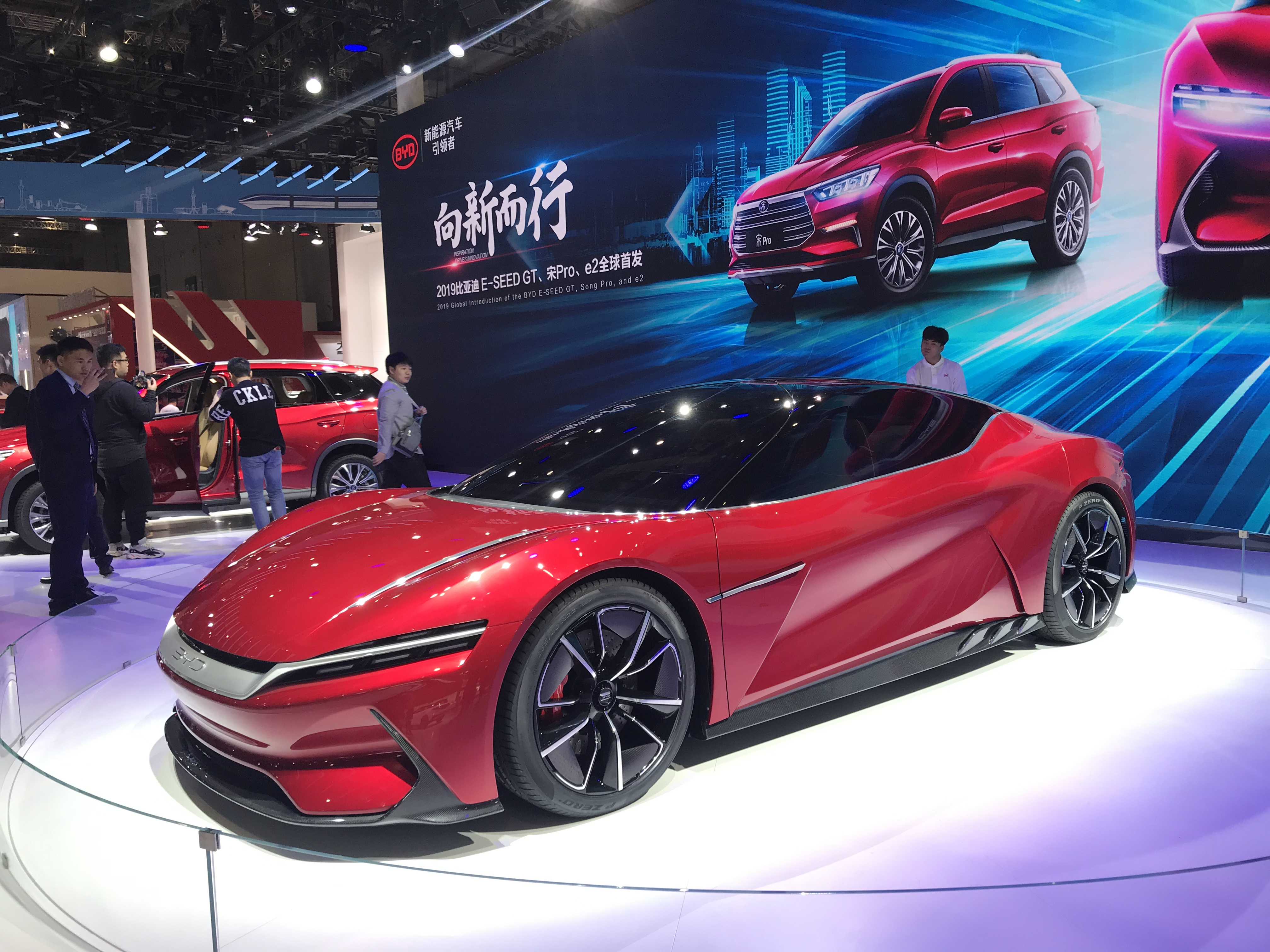
BYD E-Seed GT (2019)

- BYD ET (2004)
- BYD EF3 (2004)
- BYD Dynasty (2017)
- BYD E-Seed (2018)
- BYD E-Seed GT (2019)
- BYD EA1 (2021)
- BYD X-Dream (2021)
- BYD Song L Concept (2023)
- BYD Ocean-M (2024)
- BYD Ocean S (2025)
- BYD Dynasty D (2025)